# Робот
Ро́бот (англ. robot, от чеш. robot) — автоматическое устройство, предназначенное для осуществления различного рода действий, обычно выполняемых человеком.
Робот обычно получает информацию о состоянии окружающего пространства посредством датчиков (технических аналогов органов чувств живых организмов). Робот может самостоятельно осуществлять производственные и иные операции, частично или полностью заменяя труд человека.
При этом робот может как иметь связь с оператором, получая от него команды (ручное управление), так и действовать автономно, в соответствии с заложенной программой (автоматическое управление).
Назначения роботов могут быть самыми разнообразными, от увеселительных и прикладных и до сугубо производственных. Внешний вид роботов разнообразен по форме и содержанию, может быть каким угодно, хотя нередко в конструкциях узлов заимствуют элементы анатомии различных живых существ, подходящие для выполняемой задачи.
В информационных технологиях «роботами» также называют некоторые автономно действующие программы, например, боты или поисковые роботы.

Иллюстрация из газеты «Большевистская смена» (Ростов-на-Дону) от 26 февраля 1935 г. В подписи название машины приведено в форме «работ»

## История возникновения слова
Слово «робот» было предложено чешским художником Йозефом Чапеком и использовано его братом, писателем Карелом Чапеком, — впервые в пьесе «Р. У. Р.» («Россумские универсальные роботы», 1920). Вот как сам Карел Чапек это описывает: «…в один прекрасный день …автору пришёл в голову сюжет …пьесы. И пока железо было горячо, он прибежал с новой идеей к своему брату Йозефу, художнику, который в это время стоял у мольберта… Автор изложил сюжет так коротко, как только мог… „Но я не знаю, — сказал автор, — как мне этих искусственных рабочих назвать. Я бы назвал их лаборжи [по-видимому, от английского слова labour — П. Б.], но мне кажется, что это слишком книжно“. „Так назови их роботами“, пробормотал художник, …продолжая грунтовать холст…» В ранних русских переводах использовалось слово «работарь».

## Предыстория

### Мифические искусственные существа
Идея искусственных созданий впервые упоминается в древнегреческом мифе о Кадме, который, убив дракона, разбросал его зубы по земле и закопал их, из зубов выросли солдаты, и в другом древнегреческом мифе о Пигмалионе, который вдохнул жизнь в созданную им статую — Галатею. Также в мифе про Гефеста рассказывается, как он создал себе различных слуг. Еврейская легенда рассказывает о глиняном человеке — Големе, который был оживлён пражским раввином Йехудой бен Бецалелем при помощи каббалистической магии.
Похожий миф излагается в скандинавском эпосе Младшая Эдда. Там рассказывается о глиняном гиганте Мёккуркальви, созданном троллем Хрунгниром для схватки с Тором, богом грома.

### Технические устройства
Сведения о первом практическом применении прообразов современных роботов — механических людей с автоматическим управлением — относятся к эллинистической эпохе. Тогда на Александрийском маяке установили четыре позолоченные женские фигуры. Днём они горели в лучах солнца, а ночью ярко освещались, так что всегда были хорошо видны издалека. Эти статуи через определённые промежутки времени, поворачиваясь, отбивали склянки; в ночное же время они издавали трубные звуки, предупреждая мореплавателей о близости берега.

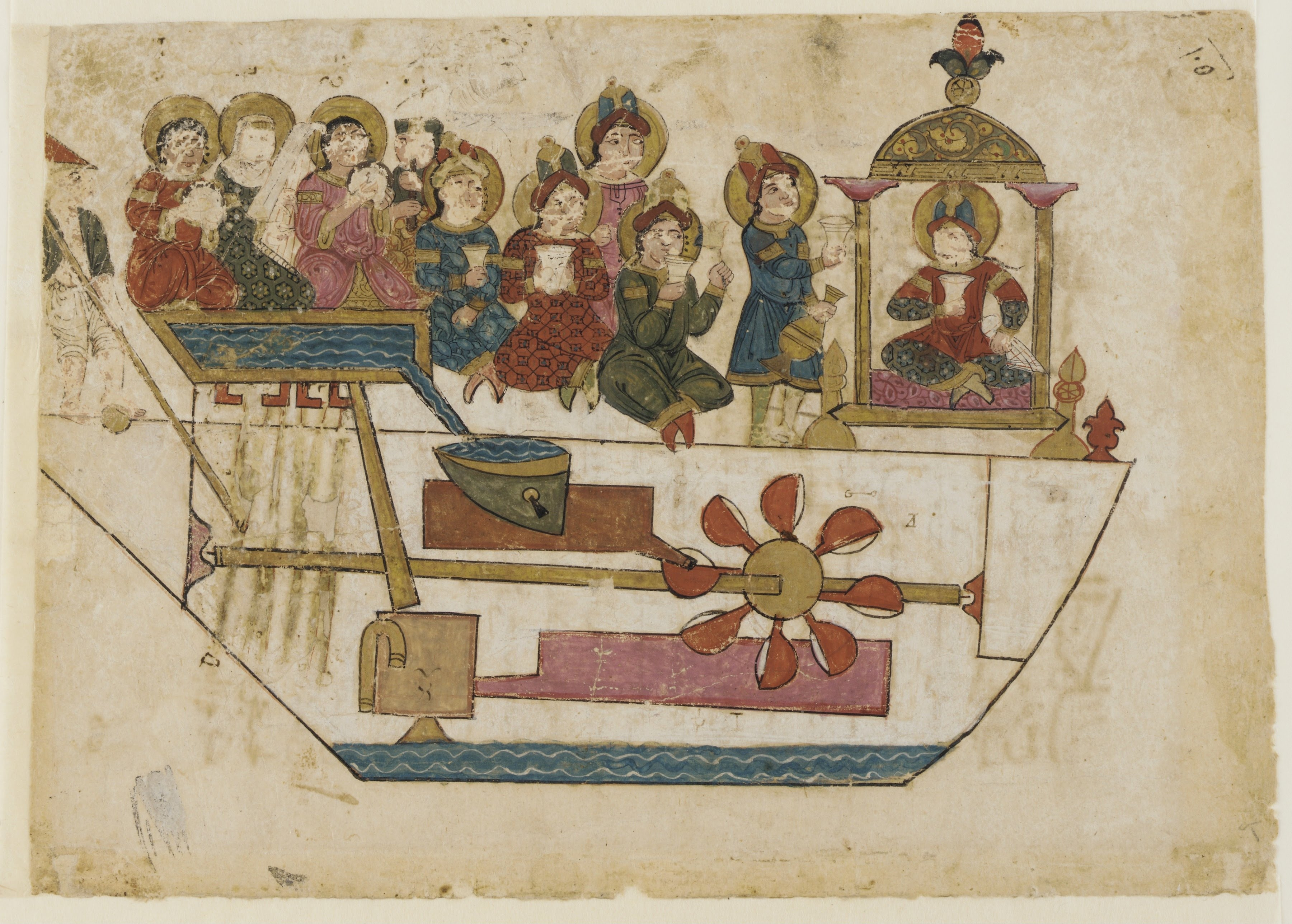
музыкальная лодка Аль-Джазари (1136—1206)

Прообразами роботов были также механические фигуры, созданные арабским учёным и изобретателем Аль-Джазари (1136—1206). Так, он создал лодку с четырьмя механическими музыкантами, которые играли на бубнах, арфе и флейте.

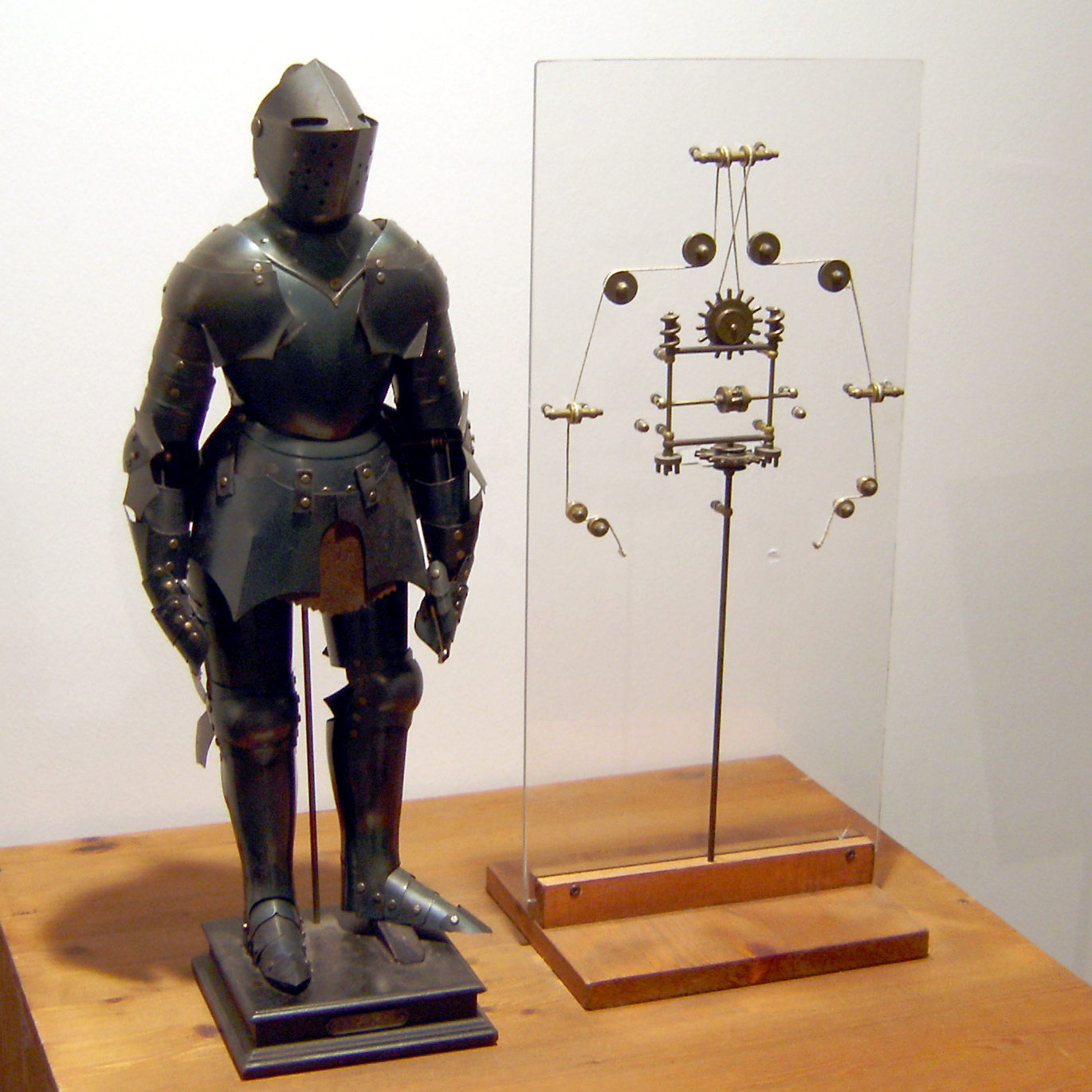
робот по чертежам Леонардо да Винчи

Чертёж человекоподобного робота был сделан Леонардо да Винчи около 1495 года. Записи Леонардо, найденные в 1950-х годах, содержали детальные чертежи механического рыцаря, способного сидеть, раздвигать руки, двигать головой и поднимать забрало. Дизайн, скорее всего, основан на анатомических исследованиях, записанных в Витрувианском человеке. Неизвестно, пытался ли Леонардо построить робота.
В XVI—XVIII веках в Западной Европе получило значительное распространение конструирование автоматонов — заводных механизмов, внешне напоминающих человека или животных и способных иногда выполнять достаточно сложные движения. В коллекции Смитсоновского института имеется один из наиболее ранних образцов таких автоматонов — «испанский монах» (примерно 40 см в высоту), способный прогуливаться, ударяя себя в грудь правой рукой и кивая головой; периодически он подносит находящийся в его левой руке деревянный крест к губам и целует его. Считается, что этот автоматон был изготовлен примерно в 1560 году механиком Хуанело Турриано для императора Карла V.
С начала XVIII века в прессе начали появляться сообщения о машинах с «признаками разума», однако в большинстве случаев выяснялось, что это мошенничество. Внутри механизмов скрывались живые люди или дрессированные животные.

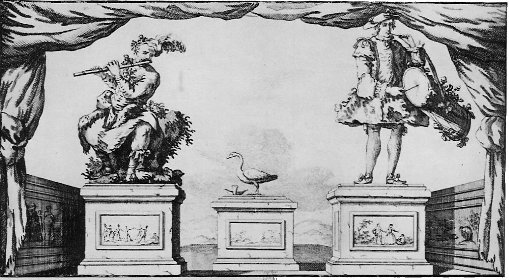
автоматы
Жака де Вокансона

Французский механик и изобретатель Жак де Вокансон создал в 1738 году первое работающее человекоподобное устройство (андроид), которое играло на флейте. Он также изготовил механических уток, которые, как говорили, умели клевать корм и «испражняться».

## Хронология
- Конец XIX века — русский инженер Пафнутий Чебышёв придумал механизм — стопоход, обладающий высокой проходимостью.
- 1898 год — Никола Тесла разработал и продемонстрировал миниатюрное радиоуправляемое судно.

XX век
- 1921 год — чешский писатель Карел Чапек представил публике пьесу под названием «Р. У. Р.» («Россумские Универсальные Роботы»), откуда и взяло начало слово «робот» (от словац. robota).
- 1930-е годы — появились конструкции внешне ассоциирующиеся с человеком устройств, способных выполнять простейшие движения и воспроизводить фразы по команде человека. Имеются подтверждённые данные о 38 подобных роботах, созданных преимущественно компанией Вестингауз немецкими и голландскими инженерами в целях рекламы. Первый такой «робот» Televox был сконструирован американским инженером Ройем Уэнсли (Roy J. Wensley) для Всемирной выставки в Нью-Йорке в 1927 году[10].
- 1950-е годы — для работы с радиоактивными материалами стали разрабатывать механические манипуляторы, которые копировали движения рук человека, находящегося в безопасном месте.
- 1960 год — дистанционно управляемая тележка с манипулятором, телекамерой и микрофоном применялась для осмотра местности и сбора проб в зонах высокой радиоактивности.
- 1968 год — японская компания Kawasaki Heavy Industries получила лицензию на производство робота от американской фирмы Unimation Inc. и собрала своего первого промышленного робота. С тех пор Япония начала неуклонное движение к тому, чтобы стать мировой империей роботов — с более чем 130 компаниями, вовлечённых в их производство. Изначально сконструированные в США, первые роботы Японии импортировались в малых количествах. Инженеры изучали их и применяли в производстве в таких специфических работах, как сварка и окраска распылением; в 70-х годах были разработаны многочисленные возможности практического применения в данной области.
- 1979 год — в МГТУ им. Н. Э. Баумана по заказу КГБ был создан аппарат для обезвреживания взрывоопасных предметов — сверхлёгкий мобильный робот МРК-01.

1980-е
- 1980 год — коммерческое начало для роботов, производимых на основе высоких технологий (Япония). С этого момента рынок начал расти.
- 1982 год — 18—27 октября 1982 года в Ленинграде, в выставочном комплексе в Гавани проходила (вероятно, первая в СССР) Международная выставка «Промышленные роботы-82».
- 1986 год — в Чернобыле впервые в СССР роботы применены для работы с радиоактивными отходами.

2000-е
В середине 2000-х Япония занимает первое место в мире по экспорту промышленных роботов.
- 2007 год — МВД России в Перми проводило испытания тестового робота-милиционера Р-БОТ 001.
- 2010 год — в США в продажу поступили новые роботы PR2[англ.].

2010-е
- 2011 год — доставлен на МКС робот НАСА Робонавт-2.
- 2013 год — создан и доставлен на МКС первый японский робот-астронавт, Киробо.

2020-е
- Роботы все больше походят на человека. Прогресс сразу в нескольких областях — машинном зрении, машинном обучении, создании небольших, но мощных процессоров для роботов, создании ИИ. Нейронные сети и языковые модели на их основе становятся очень распространены.
- Создан робот Ай-Да, который сам рисует свои картины на холсте[источник не указан 507 дней].
- Создан робот Ameca, копирующий естественные человеческие движения и разговор[источник не указан 507 дней].

## Типы роботов
Современные роботы, созданные на базе самых последних достижений науки и техники, применяются во всех сферах человеческой деятельности. Люди получили верного помощника, способного не только выполнять опасные для жизни человека работы, но и освободить человечество от однообразных рутинных операций.
— И. М. Макаров, Ю. И. Топчеев. «Робототехника: История и перспективы»

### По строению
В соответствии с конструкцией, роботы могут делиться на два следующих типа:
- Андроид — человекообразный робот;
- Биоробот — человек или животное, у которого вместо мозга вставлен имплантат (процессор), всё остальное тело — органическое[источник не указан 1315 дней].

### По ISO
В соответствии с классификацией Международной организации по стандартизации, роботы делятся на два следующих типа:
- Промышленный робот

Появление станков с числовым программным управлением (ЧПУ) привело к созданию программируемых манипуляторов для разнообразных операций по загрузке и разгрузке станков. Появление в 1970-х годах микропроцессорных систем управления и замена специализированных устройств управления на программируемые контроллеры позволили снизить стоимость роботов в три раза, сделав рентабельным их массовое внедрение в промышленности.
- Сервисный робот

Сервисный робот помогает людям, выполняя рутинную, удалённую, опасную или повторяющуюся работу, включая работу по дому. Как правило, они автономны и/или управляются встроенной системой управления с возможностью ручного управления. Международная организация по стандартизации определяет «сервисного робота» как робота, «который выполняет полезные задачи для людей или оборудования, исключая приложения промышленной автоматизации».

### По назначению

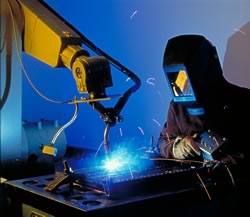
сварочный робот

В соответствии с выполняемой функцией роботы могут быть названы следующими типами:

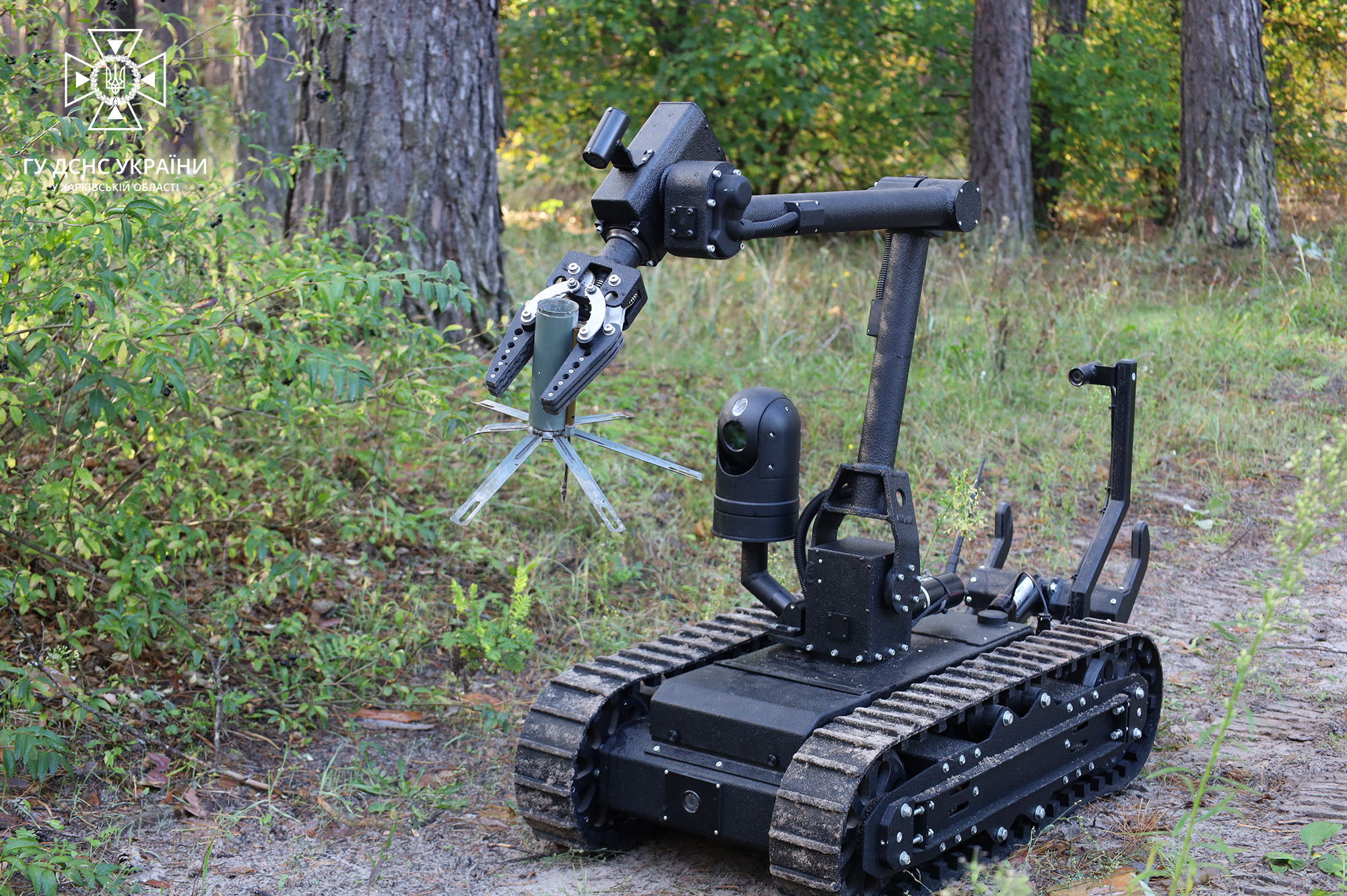
Робот «Мастиф» от SuperDroid Tactical, используемый для разминирования территории

- Промышленный робот
- Сварочный робот
- Строительный робот
- Транспортный робот
- Бытовой робот
- Боевой робот
- Звероробот
- Медицинский робот
- Аптечный робот
- Микроробот
- Наноробот
- Персональный робот
- Социальный робот
- Секс-робот
- Робот-пылесос

#### Роботы для обеспечения безопасности
Роботы широко применяются полицией, органами государственной безопасности, аварийно-спасательными службами, силами ведомственной и вневедомственной охраны. В 2007 году в Перми прошли первые испытания российского робота-полицейского Р-БОТ 001, разработанного московской компанией «Лаборатория Трёхмерного Зрения».
При тушении пожаров применяют роботизированные установки пожаротушения.
Для оперативной разведки агентства по чрезвычайным ситуациям и полиция используют «летающих роботов» — (беспилотные летательные аппараты).
При проведении под водой обследования потенциально опасных объектов и поисково-спасательных работ службы МЧС России используют подводные роботы серии «Гном», выпускаемые с 2001 года московской компанией «Подводная робототехника».

#### Боевые роботы

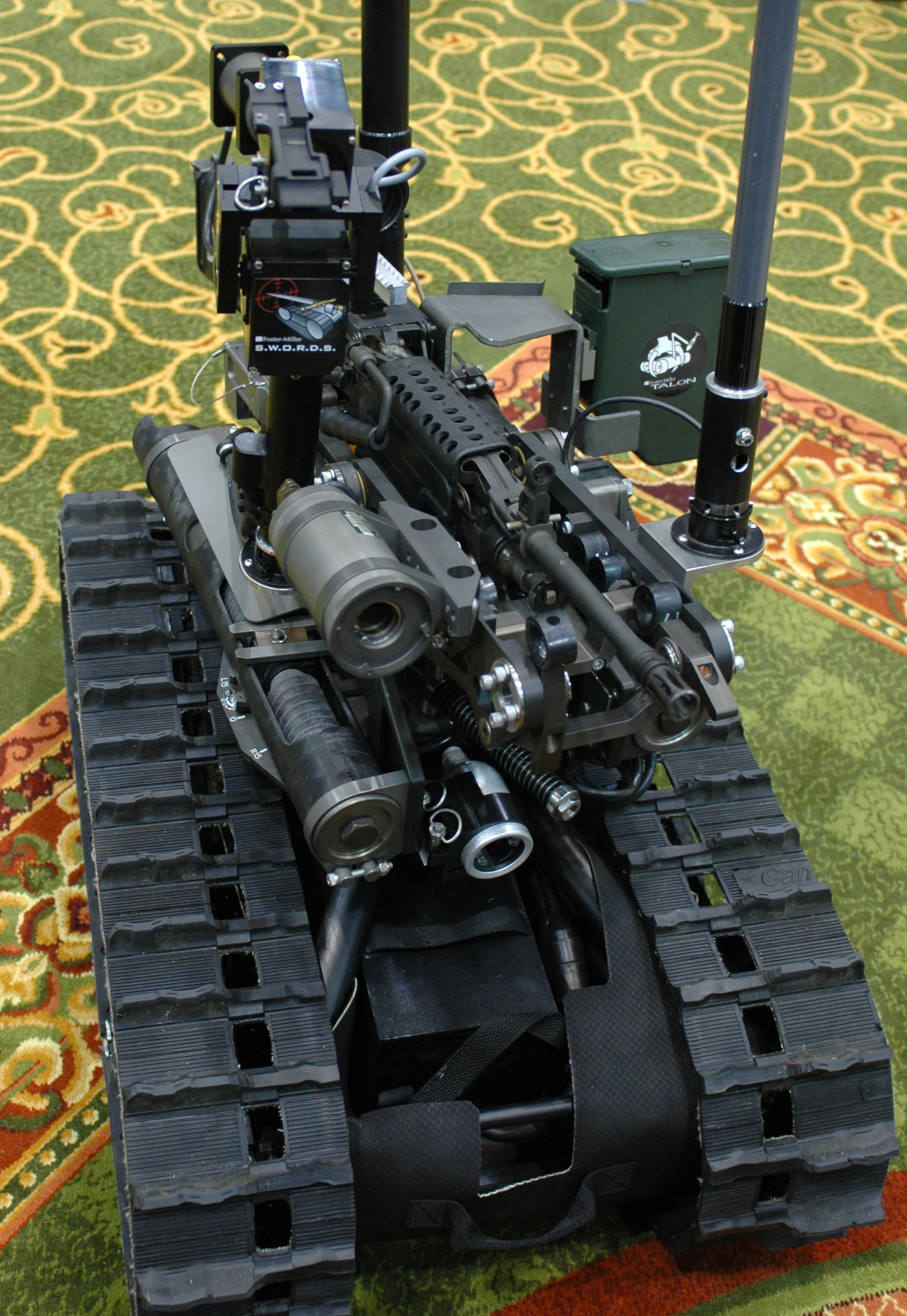
SWORDS — боевая система наблюдения и разведки

Боевым роботом называют автоматическое устройство, заменяющее человека в боевых ситуациях или при работе в условиях, несовместимых с возможностями человека, в военных целях: разведка, боевые действия, разминирование и т. п. Боевыми роботами являются не только автоматические устройства с антропоморфным действием, которые частично или полностью заменяют человека, но и действующие в воздушной и водной среде, не являющейся средой обитания человека (авиационные беспилотные с дистанционным управлением, подводные аппараты и надводные корабли). Большинство боевых роботов являются устройствами телеприсутствия, и лишь очень немногие модели имеют возможность выполнять некоторые задачи автономно, без вмешательства оператора.
В Технологическом институте Джорджии под руководством профессора Хенрика Кристенсена разработаны напоминающие муравьёв инсектоморфные роботы, способные обследовать здание на предмет наличия там врагов и мин-ловушек. Получили распространение в войсках и летающие роботы. На начало 2012 года военными во всём мире использовалось около 10 тысяч наземных и 5 тысяч летающих роботов; 45 стран мира разрабатывало или закупало военных роботов.
В 2015 году на военной базе морских пехотинцев Куантико в США были проведены испытания прототипа робота-собаки Spot, разработанного двумя годами ранее компанией Boston Dynamics для использования в войсках для разведки, патрулирования и переноски грузов. Во время тестов робот обследовал помещения на предмет нахождения в них противника и передавал данные об обнаруженных целях на пульт оператора.

#### Роботы-учёные
Первые роботы-учёные Адам и Ева были созданы в рамках проекта Robot Scientist университета Аберистуита и в 2009 году одним из них было совершено первое научное открытие.
К роботам-учёным можно отнести роботов, с помощью которых исследовались вентиляционные шахты Большой Пирамиды Хеопса и были открыты т. н. «дверки Гантенбринка» и «ниши Хеопса».

#### Роботы-учителя
Один из первых образцов робота-учителя был разработан в 2016 году молодыми учёными Томского политехнического университета. В мае 2016 года пресс-служба университета сообщила, что с помощью мобиробота учащиеся лицея при вузе смогут получать теоретические и практические знания по математике, физике, химии и информатике начиная с осени того же года.

## Технологии

### Система передвижения

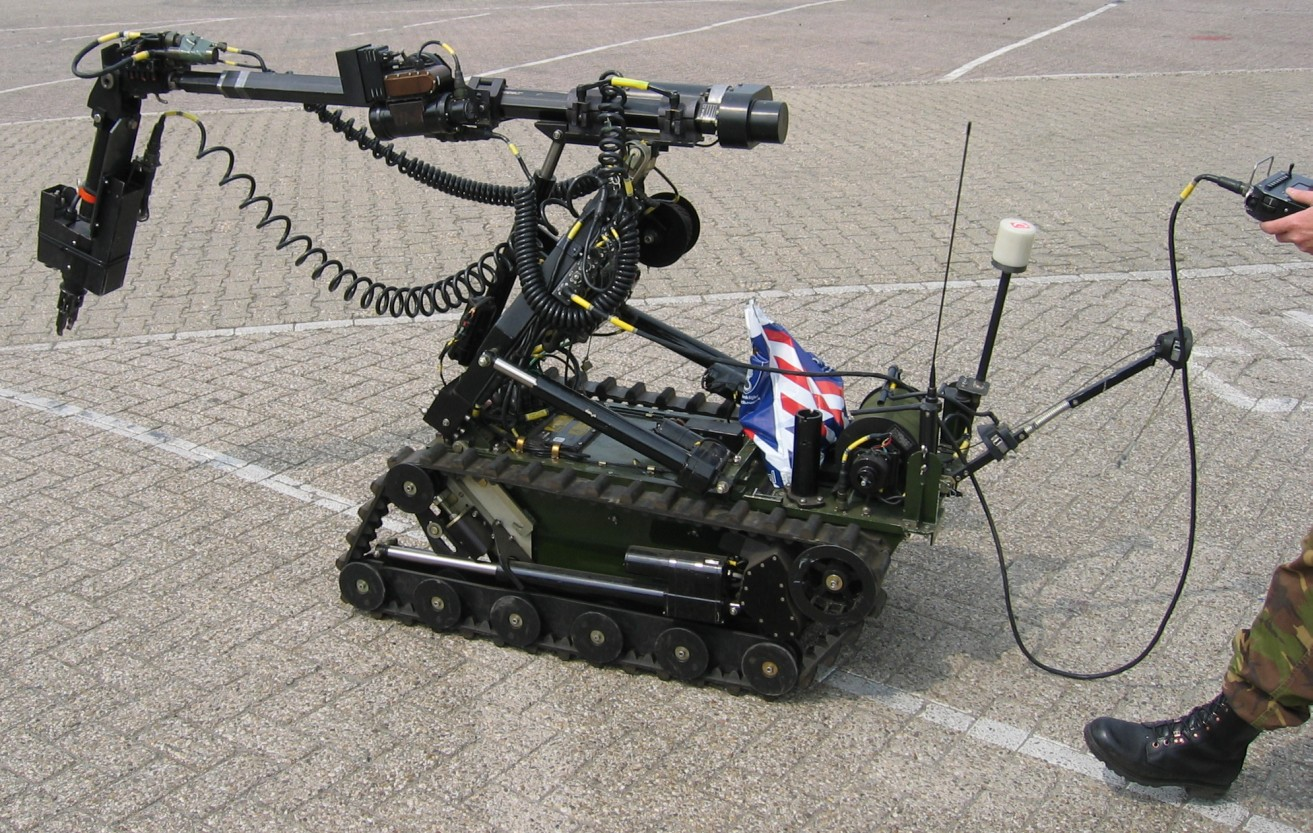
Робот на гусеничном ходу

Для передвижения по открытой местности чаще всего используют колёсный или гусеничный движитель (примерами подобных роботов могут служить Warrior и PackBot). Реже используются шагающие системы (примерами подобных роботов могут служить BigDog и Asimo). Для неровных поверхностей создаются гибридные конструкции, сочетающие колёсный или гусеничный ход со сложной кинематикой движения колёс. Такая конструкция была применена в луноходе.
Внутри помещений, на промышленных объектах роботы передвигаются вдоль монорельсов, по напольной колее и т. п. Для перемещения по наклонным или вертикальным плоскостям, по трубам используются системы, аналогичные «шагающим» конструкциям, но с вакуумными присосками. Роботы, предназначенные для обследования высоковольтных линий электропередач, имеют в своей верхней части колёсные шасси, перемещающиеся по проводам. Также известны роботы, использующие принципы движения живых организмов — змей, червей, рыб, птиц, насекомых и других; соответственно, говорят о ползающих, инсектоморфных (от лат. Insecta — насекомое) и других типах роботов бионического происхождения.

### Система распознавания образов
Системы распознавания уже способны определять простые трёхмерные предметы, их ориентацию и композицию в пространстве, а также могут достраивать недостающие части, пользуясь информацией из своей базы данных (например, собирать конструктор Lego).

### Двигатели
В роботах используются двигатели постоянного тока, двигатели внутреннего сгорания, шаговые электродвигатели, сервоприводы.
Существуют разработки двигателей, не использующих в своей конструкции моторов: например, технология сокращения материала под действием электрического тока (или поля) (см. электроактивные полимеры), которая позволяет добиться более точного соответствия движений робота натуральным плавным движениям живых существ.

### Искусственный интеллект
Американский специалист по ИИ Гэри Маркус указывает, что разработчикам искусственного интеллекта следует держаться как можно дальше от создания систем, которые могут слишком легко выйти из-под контроля. Например, любые работы по созданию
роботов, которые могут проектировать и создавать других роботов,
должны проводиться с особой тщательностью и только под пристальным
наблюдением целого ряда экспертов, поскольку последствия неправильных решений в данной сфере очень трудно прогнозировать.

### Технология подзарядки
Разработаны технологии[кем?][когда?]

, позволяющие роботам самостоятельно осуществлять подзарядку, находя стационарную зарядную станцию и подсоединяясь к ней.

### Математическая база
Помимо уже широко применяющихся нейросетевых технологий, существуют алгоритмы самообучения взаимодействию робота с окружающими предметами в реальном трёхмерном мире: робот-собака Aibo под управлением таких алгоритмов прошёл те же стадии обучения, что и новорождённый младенец, самостоятельно научившись координировать движения своих конечностей и взаимодействовать с окружающими предметами (погремушками в детском манеже). Это даёт ещё один пример математического понимания алгоритмов работы высшей нервной деятельности человека.

### Навигация
Системы построения модели окружающего пространства по ультразвуку или сканированием лазерным лучом широко используются в гонках роботизированных автомобилей (которые уже успешно и самостоятельно проходят реальные городские трассы и дороги на пересечённой местности с учётом неожиданно возникающих препятствий).

### Внешний вид
В Японии не прекращаются разработки роботов, имеющих внешний вид, на первый взгляд неотличимый от человеческого. Развивается техника имитации эмоций и мимики «лица» роботов.
В июне 2009 года учёные Токийского университета представили человекоподобного робота «KOBIAN», способного имитировать эмоции человека — счастье, страх, удивление, грусть, гнев, отвращение — с помощью жестов и мимики. Робот способен открывать и закрывать глаза, двигать губами и бровями, использовать руки и ноги.

## Производители роботов
Существуют компании, специализирующиеся на производстве роботов (iRobot Corporation, Boston Dynamics).
Роботов также выпускают некоторые компании, работающие в сфере высоких технологий: ABB, Honda, Mitsubishi, Sony, MKOIS, AEMTK, RGTY, NOKIA Robotics, Gostai, KUKA.
Проводятся выставки роботов — например, самая крупная в мире International robot exhibition (iRex; проводится в начале ноября раз в два года в Токио, Япония).

## Роботизация

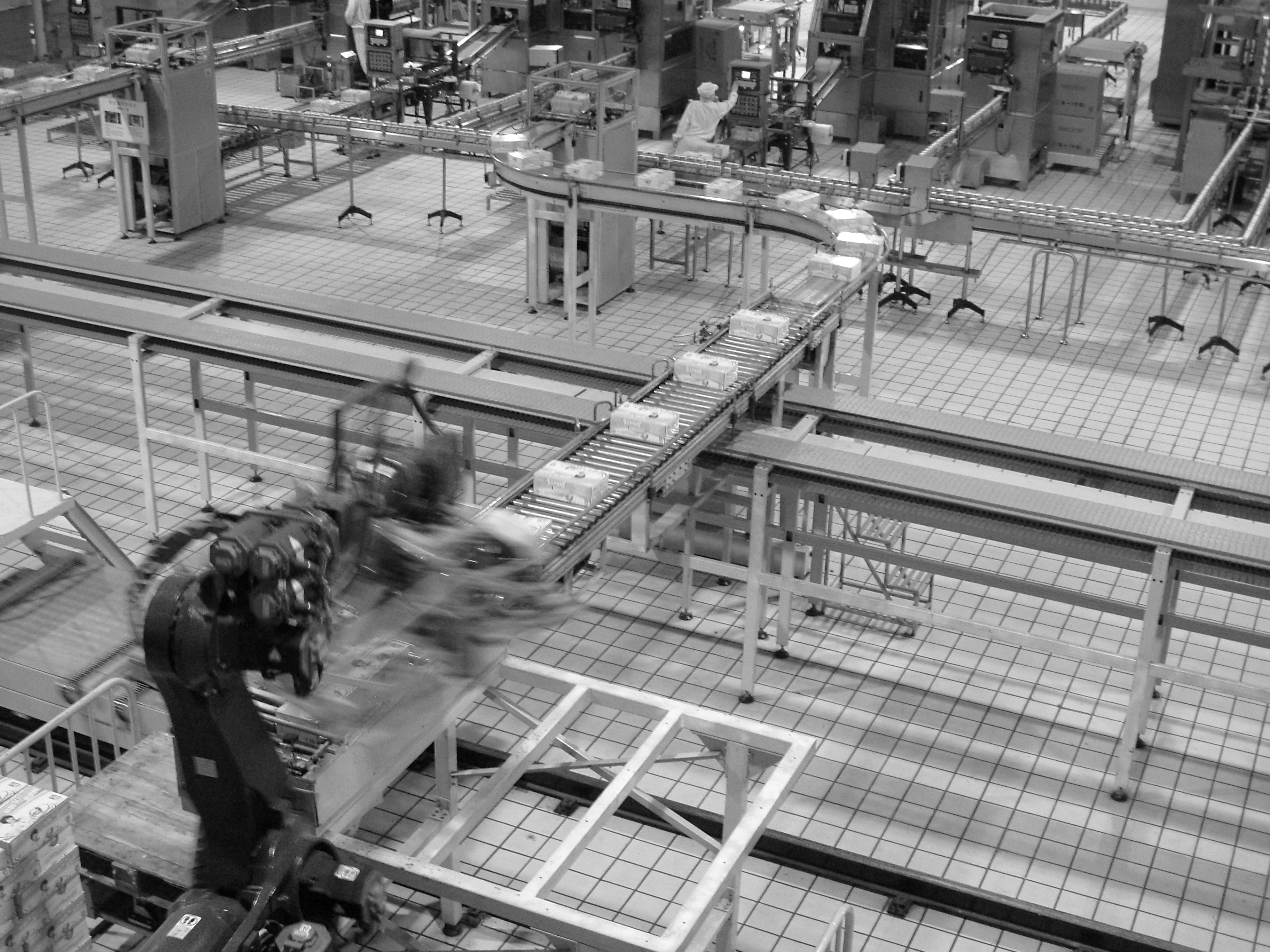
Автоматизированные роботы заменяют рабочих в Китае

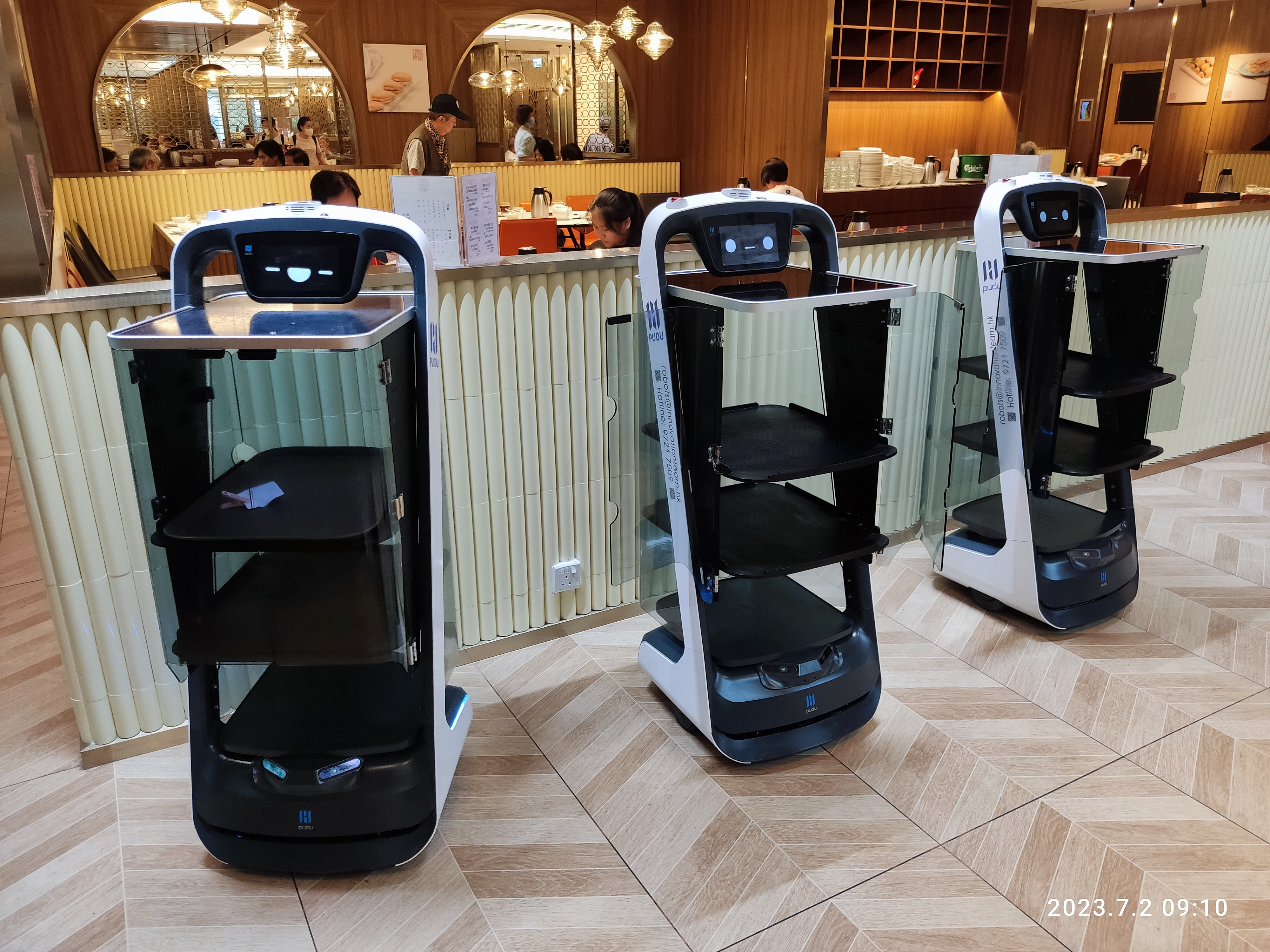
роботы-официанты в Китае

Роботизация — вытеснение людей из производительного процесса, с заменой их на автоматизированные и роботизированные станки и производственные линии, в связи с чем высвобождаются ресурсы для развития сферы услуг.
В последние годы в мире и в России появилось множество статей о социальных рисках (безработица, неравенство и прочее), связанных с внедрением новых «безлюдных» технологий. Есть риск, что существенное число рабочих мест будут автоматизированы, что потребует переобучения и поиска новых мест и форм занятости для миллионов специалистов; в России — около 44 % работников, потенциально подвержено этим процессам. В экономике действуют компенсационные механизмы и различные барьеры, снижающие скорость подобных изменений и способствующие адаптации рынков труда. Среди таких механизмов: переобучение и повышение квалификации рабочей силы (STEAM), развитие новых отраслей (например, ИКТ, креативные индустрии), развитие предпринимательства и др.
В исторической перспективе технологический прогресс создавал больше рабочих мест, чем сокращал; а старое поколение постепенно уходило с рынка труда по мере смены технологий. Но есть риск, что скорость изменений после 2020 г. может быть слишком высока, и часть населения будет не готова к постоянному обучению и конкуренции с роботами. Они сформируют так называемую «экономику незнания».
Кризис 2020 г. ускорил цифровую трансформацию экономики: удалённая работа, онлайн-обучение, заказы через интернет, автоматизация процессов и т. д. и снова обострил дискуссию о социальных рисках цифровизации и автоматизации.

## Моделизм
Существует направление моделизма, которое подразумевает создание как радиоуправляемых, так и автономных роботов.
Проводятся соревнования по нескольким основным направлениям.
- DARPA Grand Challenge — соревнования автоматических автомобилей.
- «Битвы роботов» (англ. Robot Wars) — телешоу соревнований между роботами (Великобритания, 1998—2004).
- Первые Олимпийские игры роботов-андроидов 2010 (21—23 июня 2010 года, Харбин (КНР)[51]).

Российские соревнования мобильных роботов:
- Молодёжный научно-технический фестиваль «Мобильные роботы»[52]
- Российская национальная лига евробот[53]
- «Робофест» в Москве

К соревнованиям автономных роботов относятся: перемещение по контрастной полосе на скорость, борьба сумо, футбол роботов.

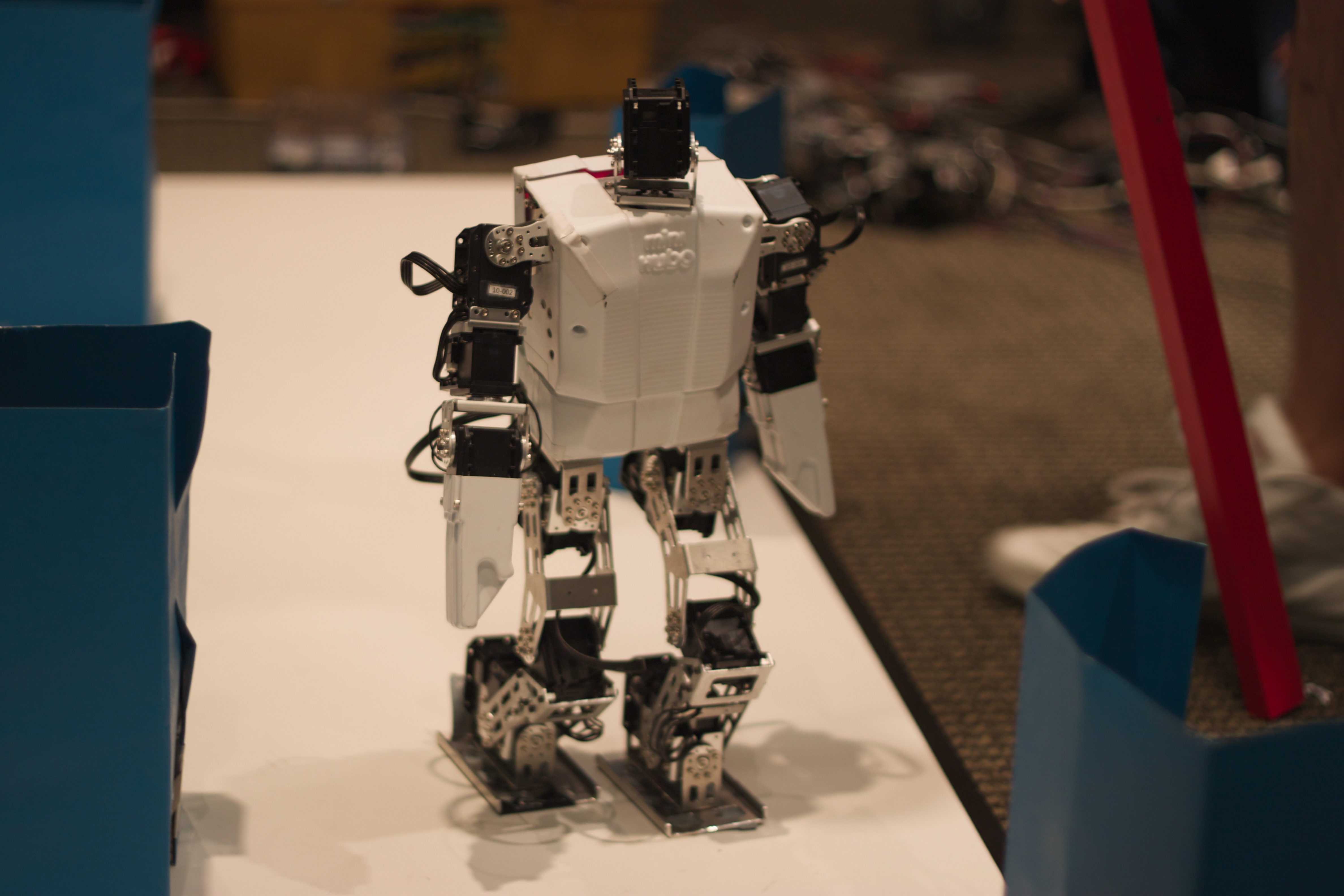
Шагающий робот, собранный из набора Robotis Bioloid

Изобретатель Пит Редмонд (Pete Redmond) создал робота RuBot II, который может собрать кубик Рубика за 35 секунд. А в 2016 году робот Sub1 собрал кубик Рубика за 0,637 секунды.

## Роботы в культуре

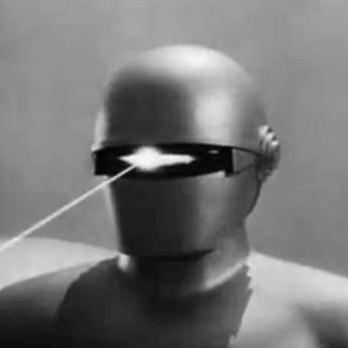
Робот из фильма «День, когда остановилась Земля», ставший прообразом многих роботов в кино-фантастике

Роботы как культурный феномен появились с пьесой Карела Чапека «R.U.R.», описывающей конвейер, на котором роботы собирают самих себя. С развитием технологии люди всё чаще видели в механических созданиях нечто большее, нежели просто игрушки. Литература отразила страхи человечества по поводу возможности замены людей их собственными творениями. В дальнейшем эти идеи развиваются в фильмах «Метрополис» (1927), «Бегущий по лезвию» (1982) и «Терминатор» (1984). Как роботы с искусственным интеллектом становятся реальностью и взаимодействуют с человеком, показано в фильмах «Искусственный разум» (2001) режиссёра Стивена Спилберга и «Я, робот» (2004) режиссёра Алекса Пройаса.
Из научной фантастики известны три закона роботехники, впервые сформулированные Айзеком Азимовым (с помощью Джона Кэмпбелла) в рассказе «Хоровод» (1942):

1. Робот не может причинить вред человеку или своим бездействием допустить, чтобы человеку был причинён вред.
2. Робот должен повиноваться всем приказам, которые даёт человек, кроме тех случаев, когда эти приказы противоречат Первому Закону.
3. Робот должен заботиться о своей безопасности в той мере, в которой это не противоречит Первому и Второму Законам.

Оригинальный текст (англ.)
1. A robot may not injure a human being or, through inaction, allow a human being to come to harm.
2. A robot must obey orders given it by human beings except where such orders would conflict with the First Law.
3. A robot must protect its own existence as long as such protection does not conflict with the First or Second Law.

В Японии обрели популярность аниме, в которых фигурируют роботы. Символами японской анимации стали такие серии, как «Трансформеры», «Gundam», «Voltron», «Neon Genesis Evangelion», «Гуррен-Лаганн». Во многом благодаря этому с 1980—1990 годов роботы стали частью национальной культуры Японии, а также частью стереотипов о ней.
Существует жанр видеоигр, непосредственно связанный с роботами — симуляторы меха. Наиболее известным представителем этого жанра является серия игр MechWarrior. В таких играх, как Lost Planet, Shogo: Mobile Armor Division, Quake IV, Chrome, Unreal Tournament 3, Battlefield 2142, F.E.A.R. 2: Project Origin, Tekken, Mortal Kombat, имеется возможность управлять роботами. Ещё одним примером видеоигры с участием роботов является Scrapland.
В браузере Mozilla Firefox, начиная с 3-й версии, есть специфичная страница about:robots — виртуальное пасхальное яйцо с шуточным посланием от роботов к людям.
Символ робота в Юникоде — 🤖.
В 2007 году в Германии была создана музыкальная группа Compressorhead, состоящая из роботов и играющая в стиле хеви-метал.

## Галерея

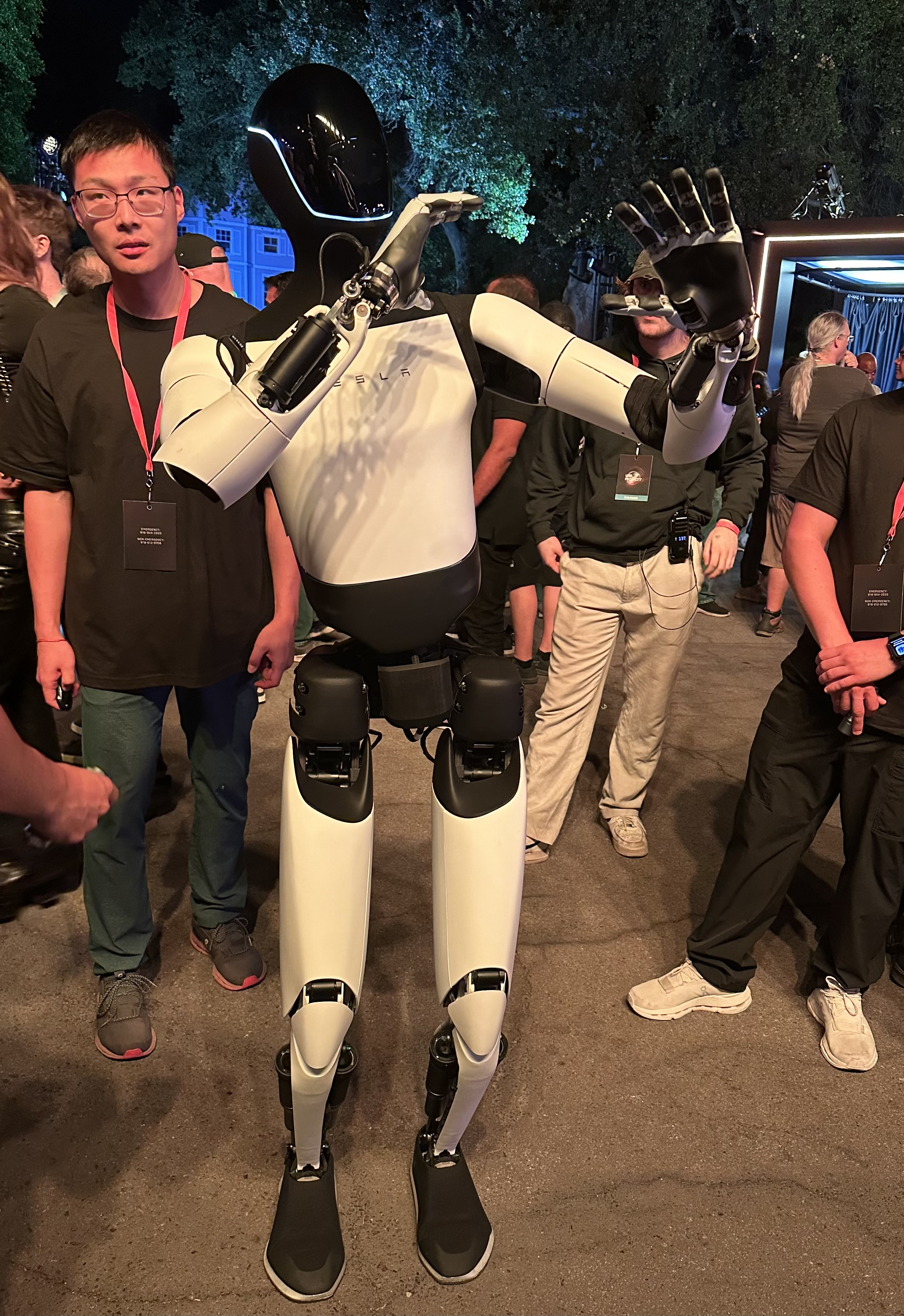
Tesla Bot 2024 год
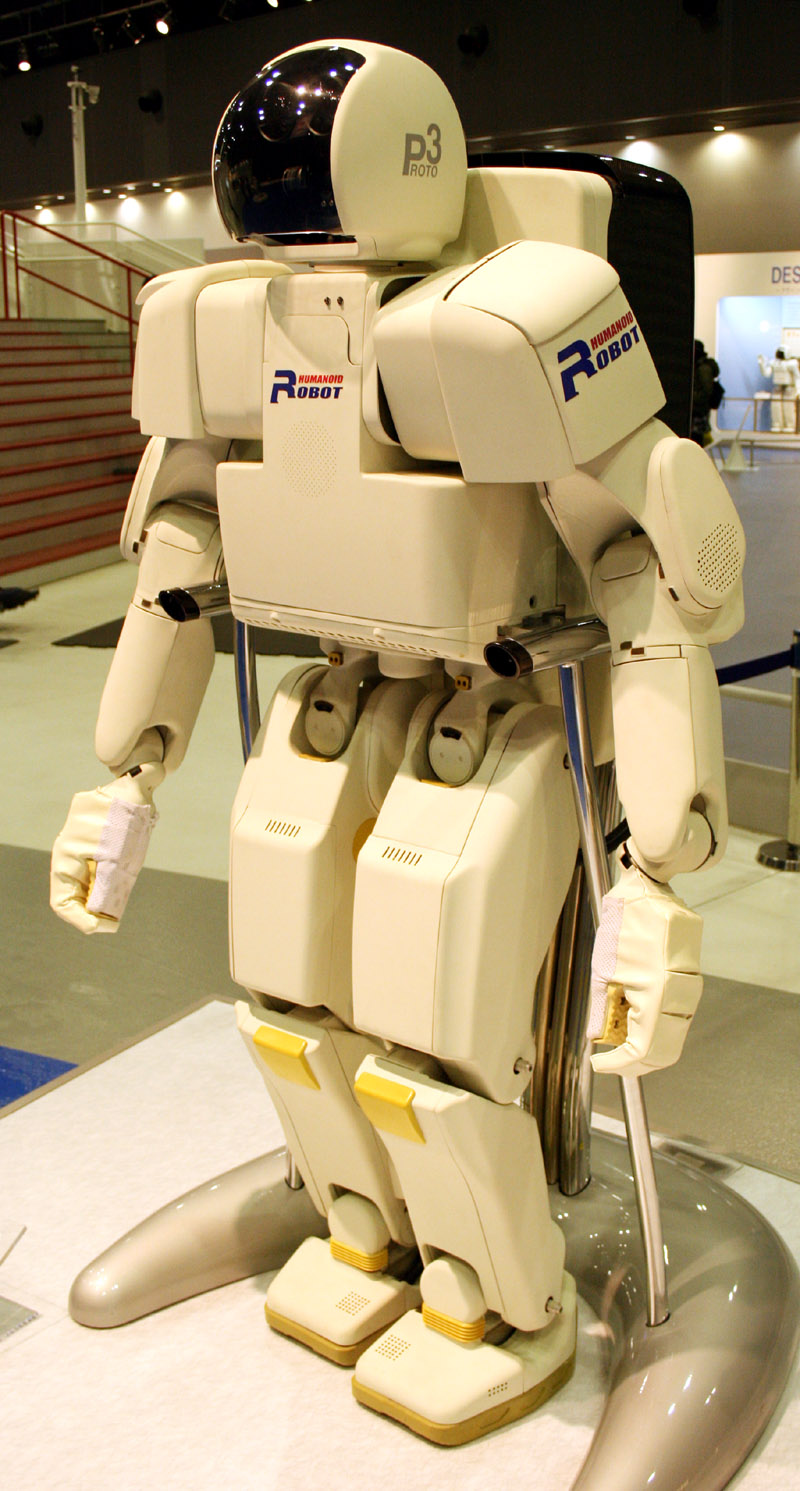
Honda P3 1997 год
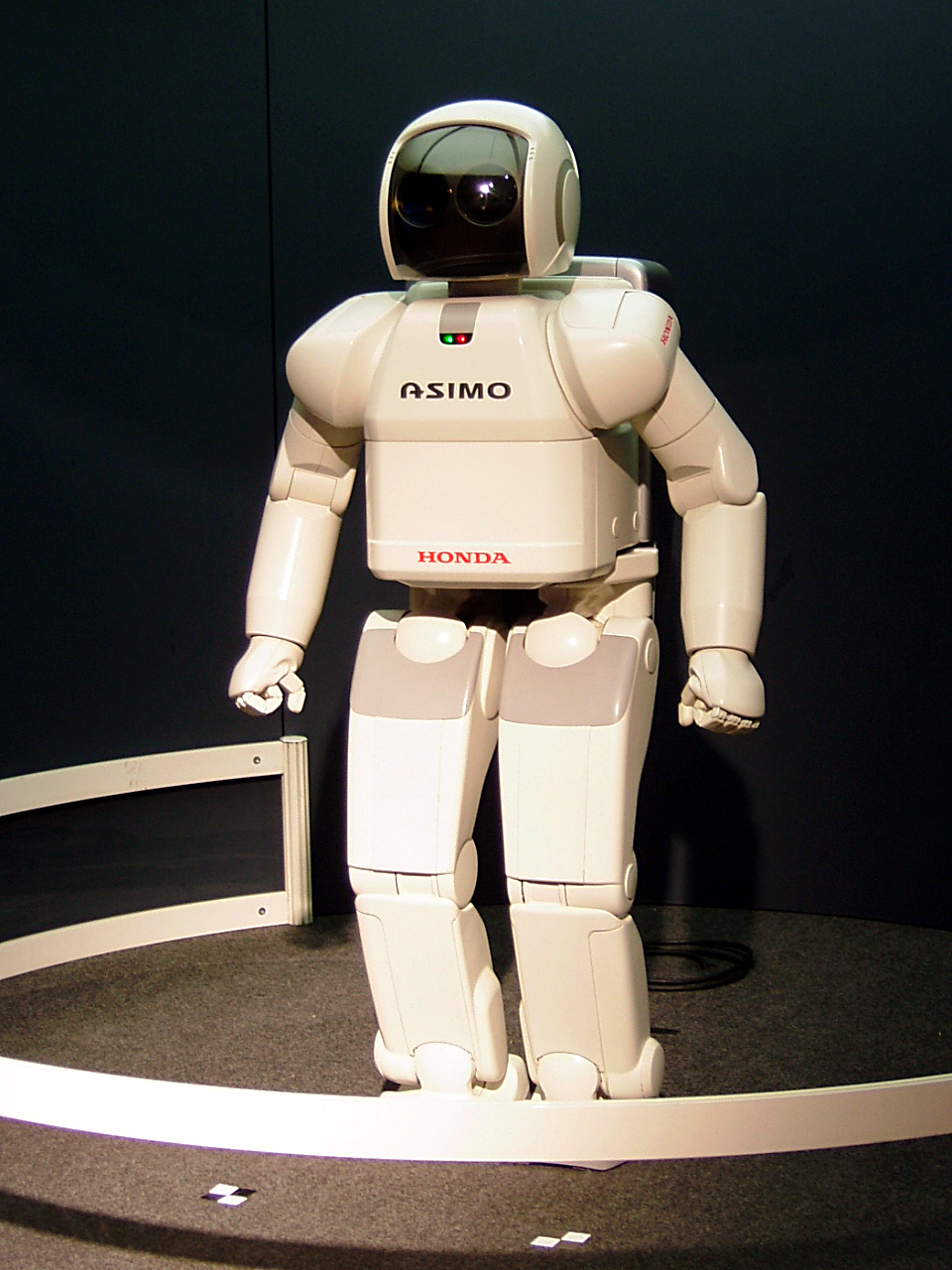
Японский робот-андроид ASIMO, производство Honda, 2005 год
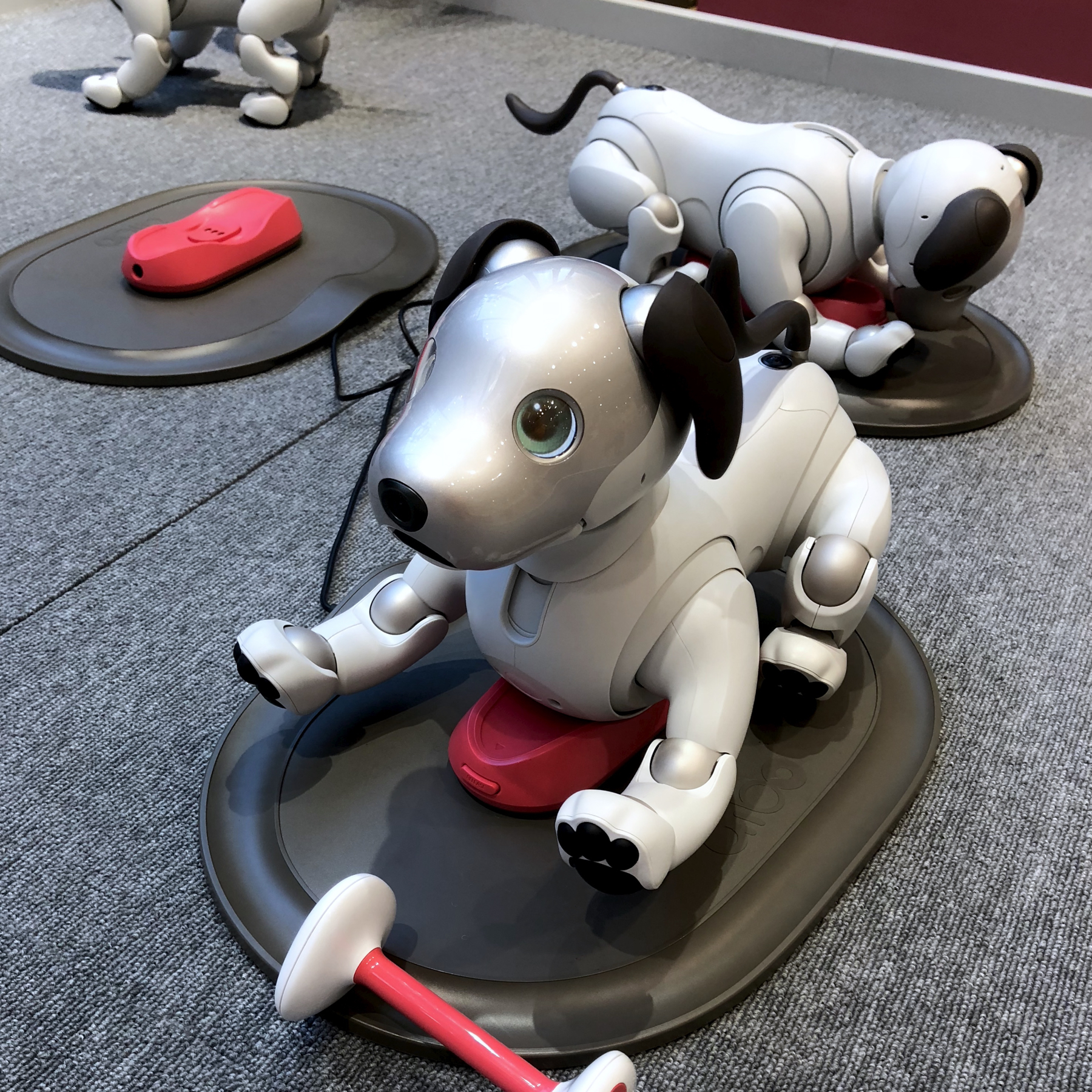
Японская суперробособака Aibo
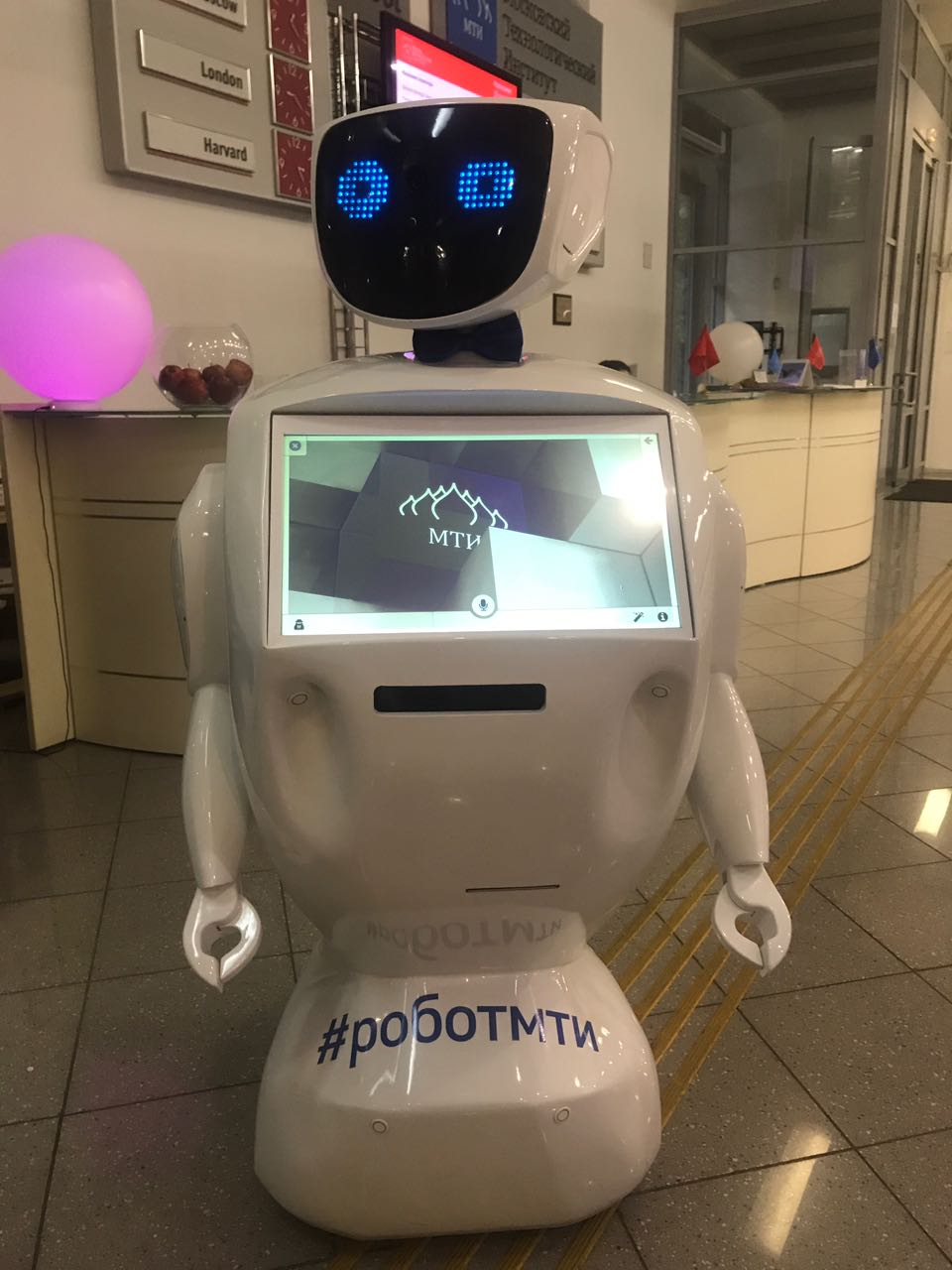
Российский робот Алантим
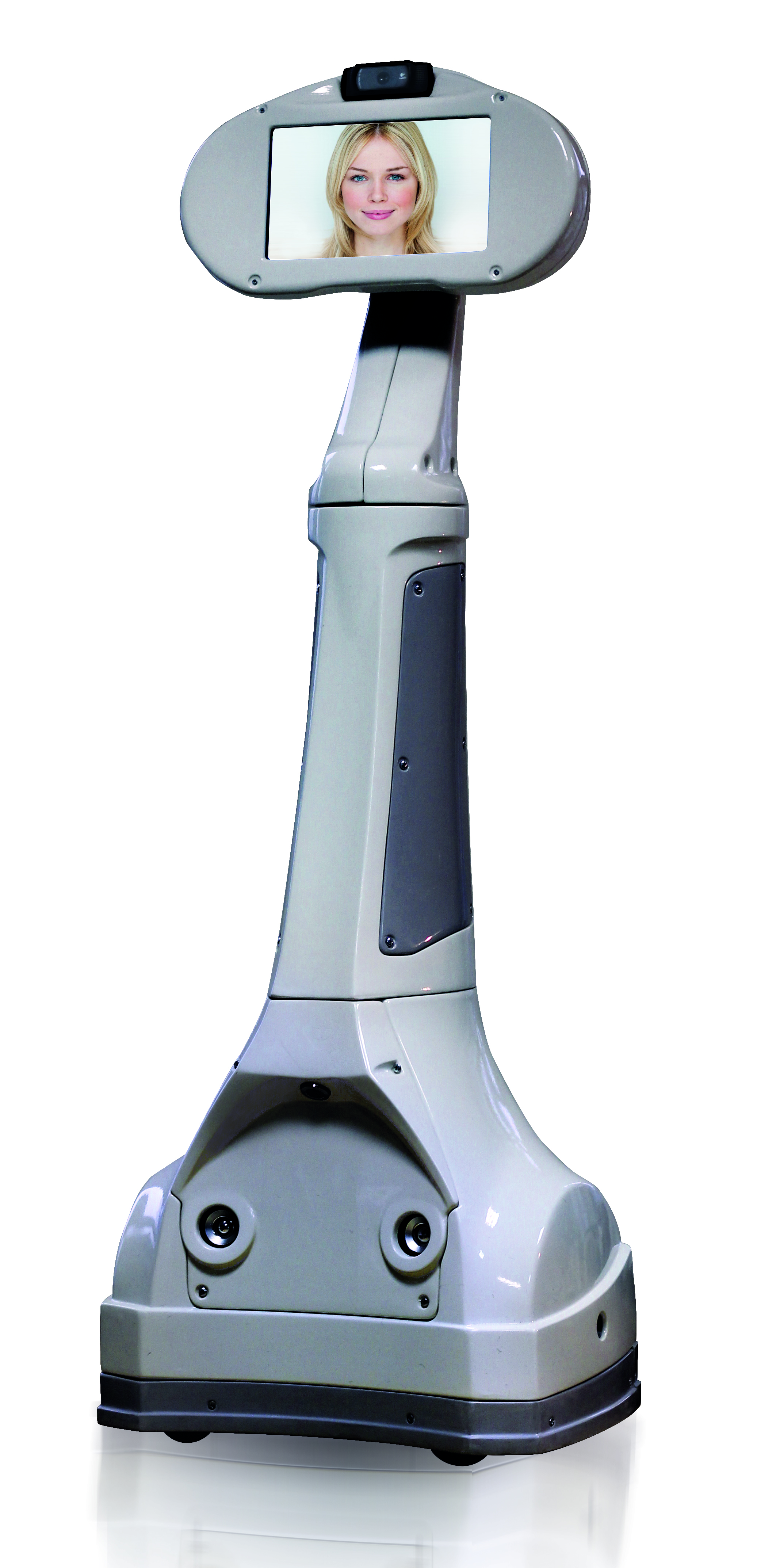
Российское устройство телеприсутствия Webot-2
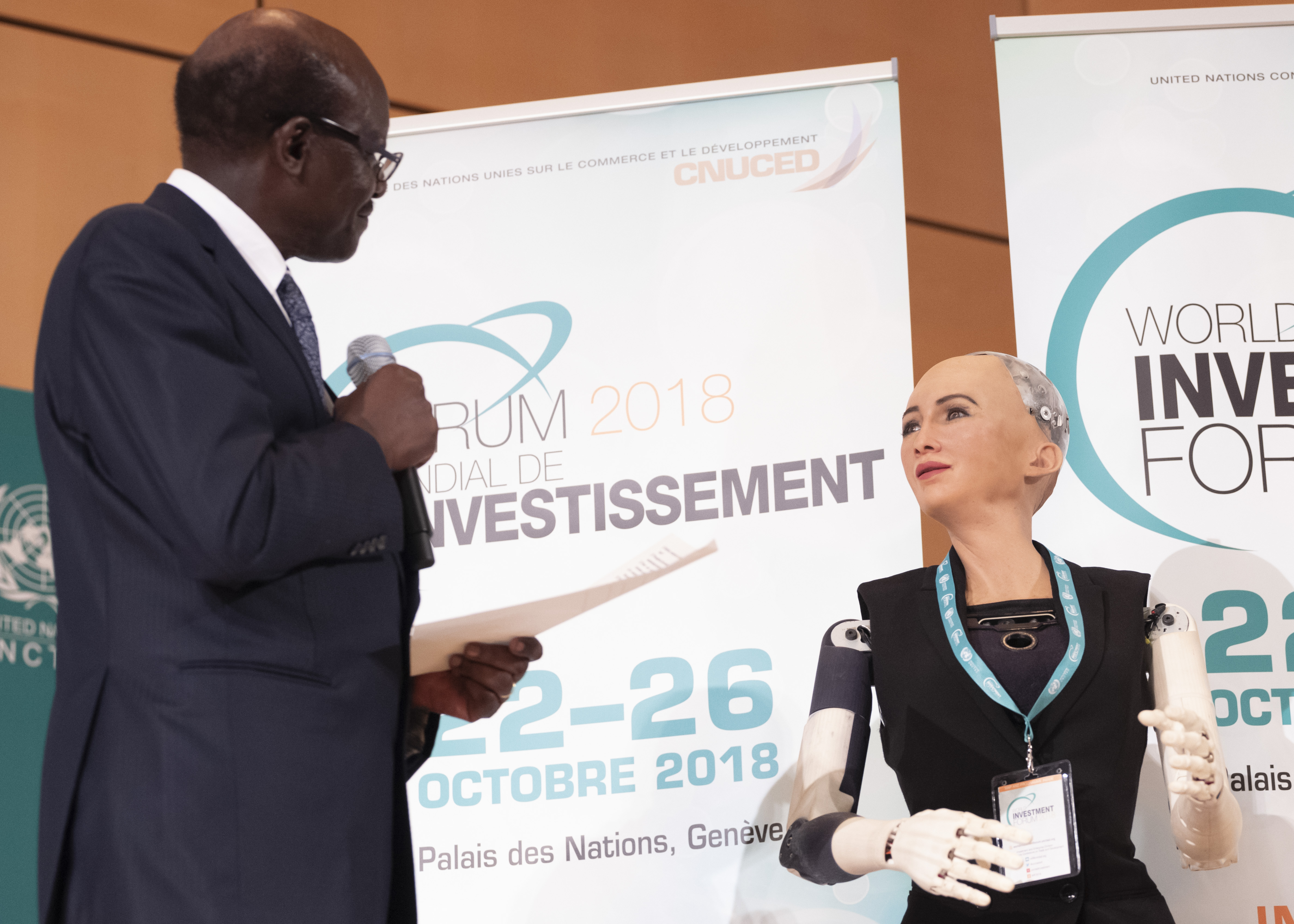
робот София 2018 год
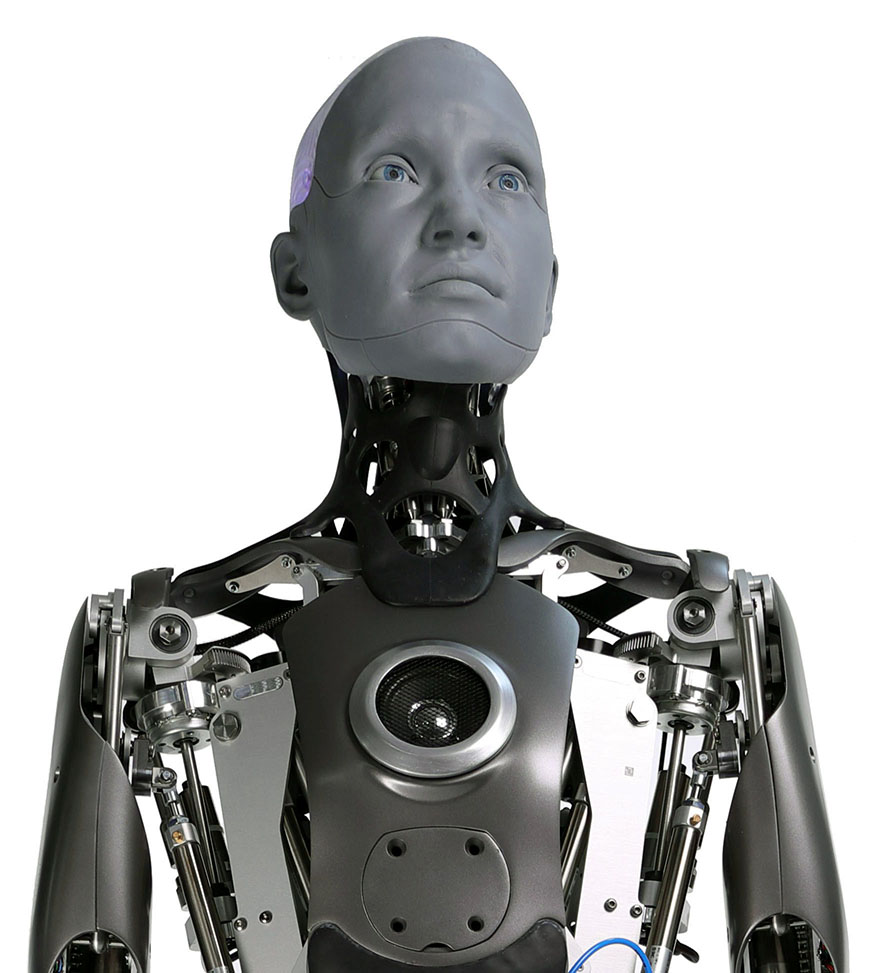
Ameca 2021 год
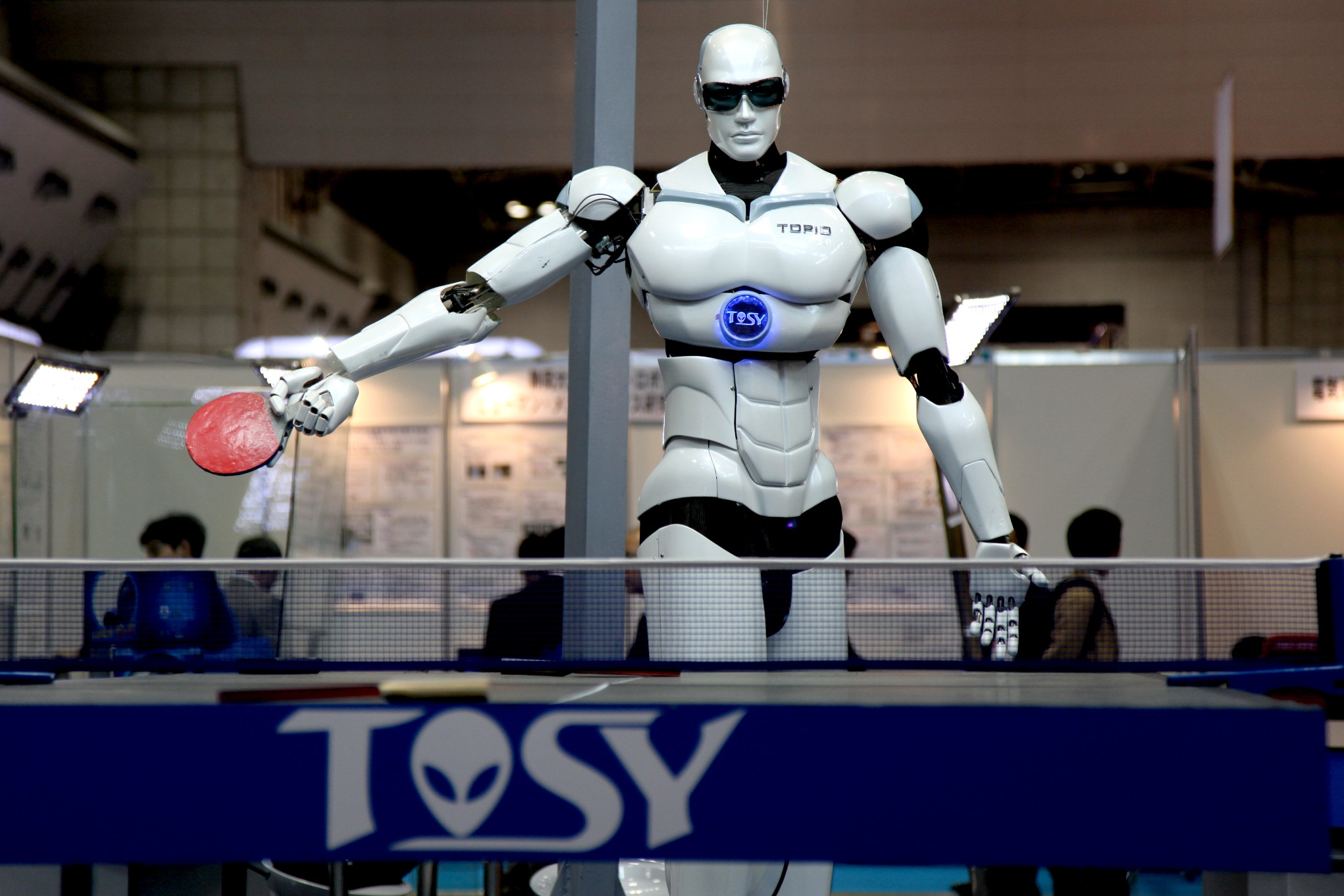
TOPIO вьетнамский робот для игры в настольный теннис 2009 год
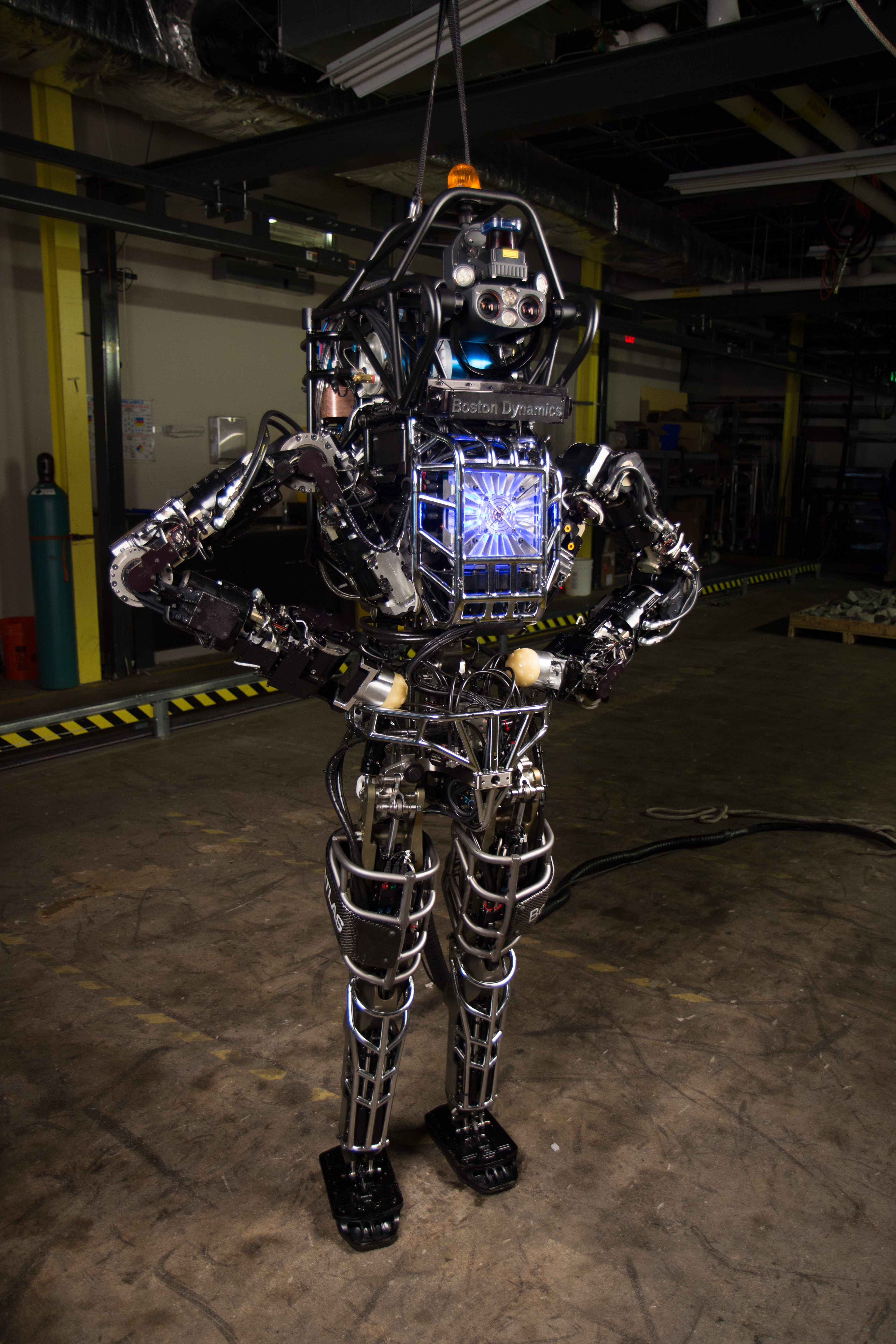
робот Atlas 2013 год
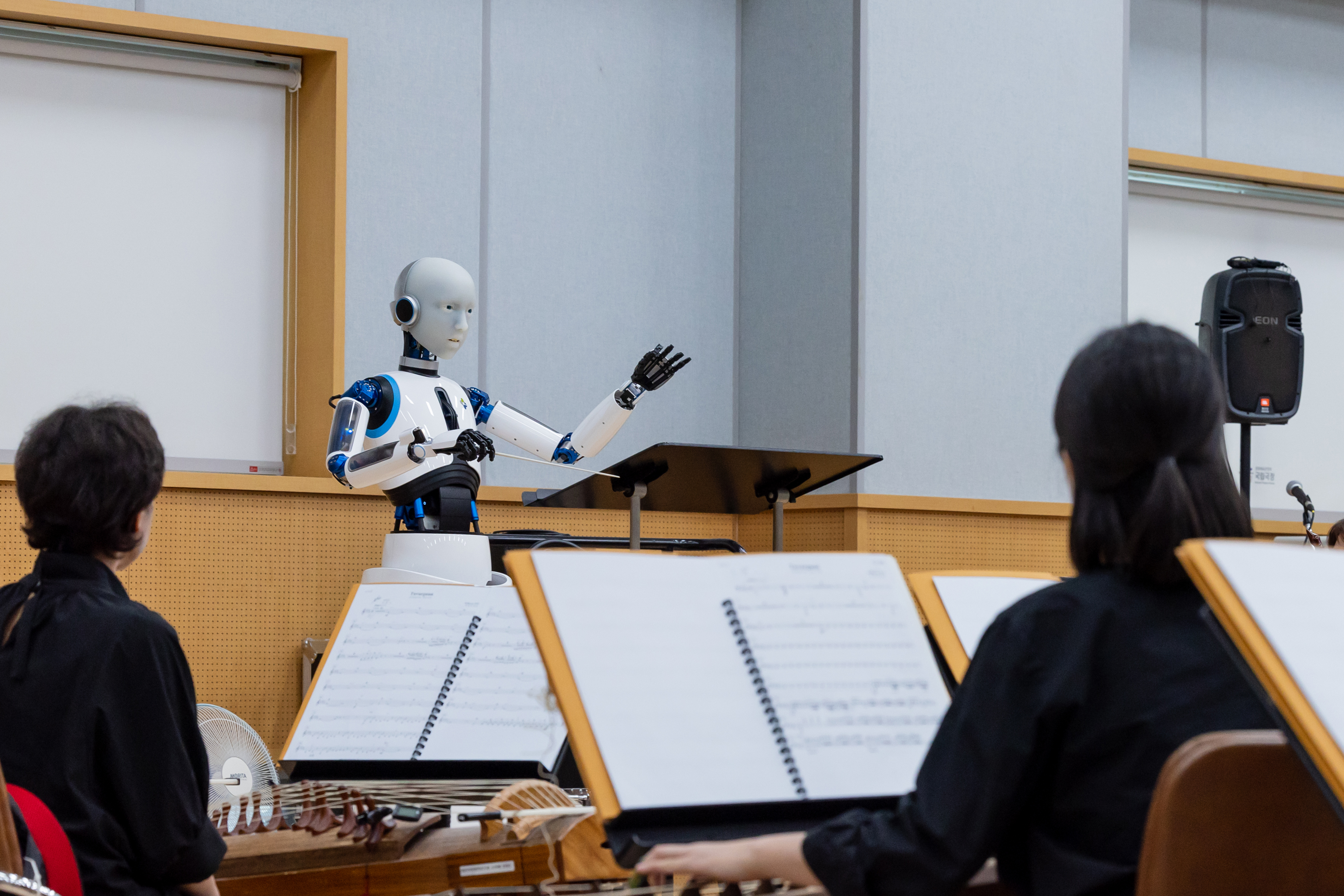
робот-дирижёр
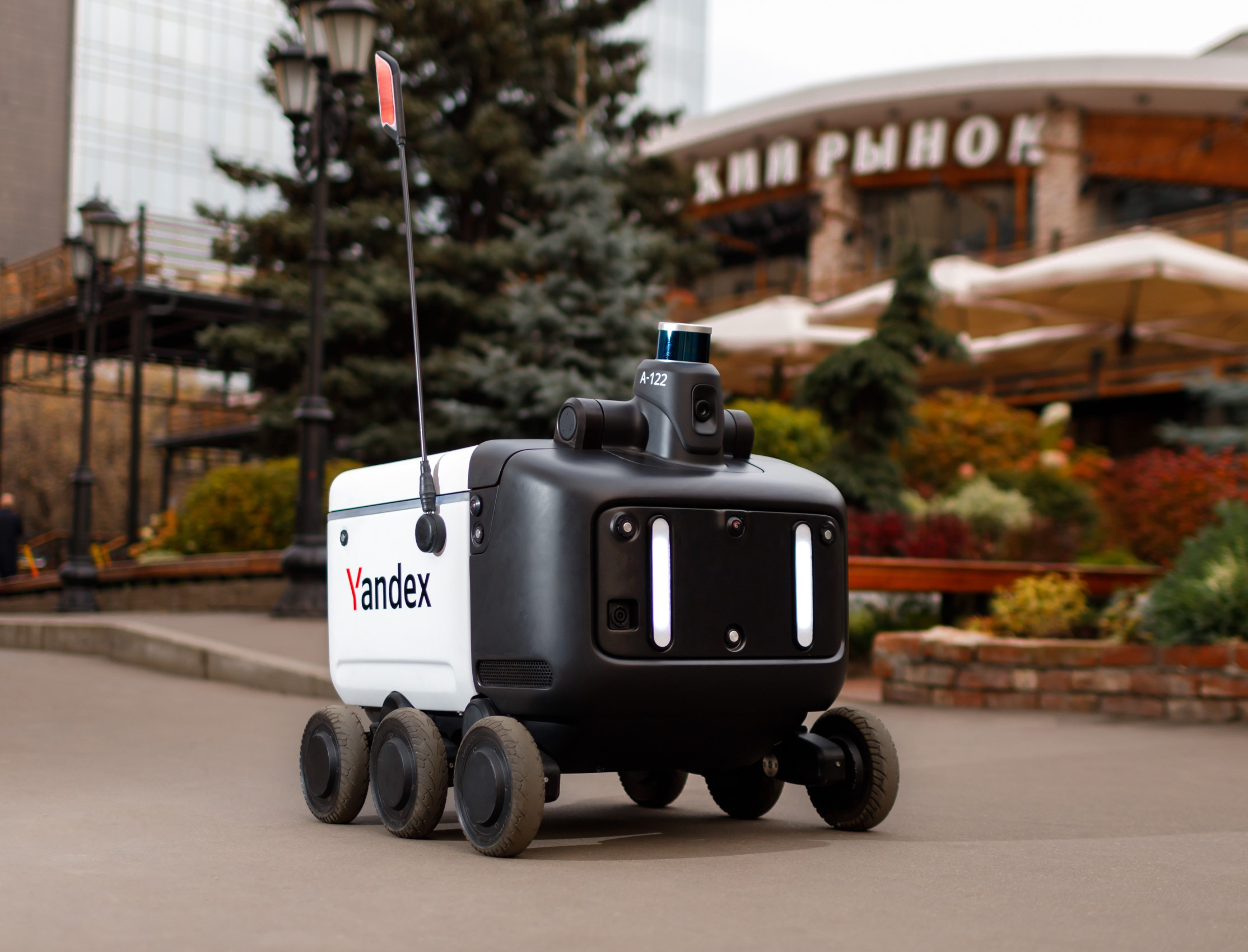
робот-доставщик «Яндекса»
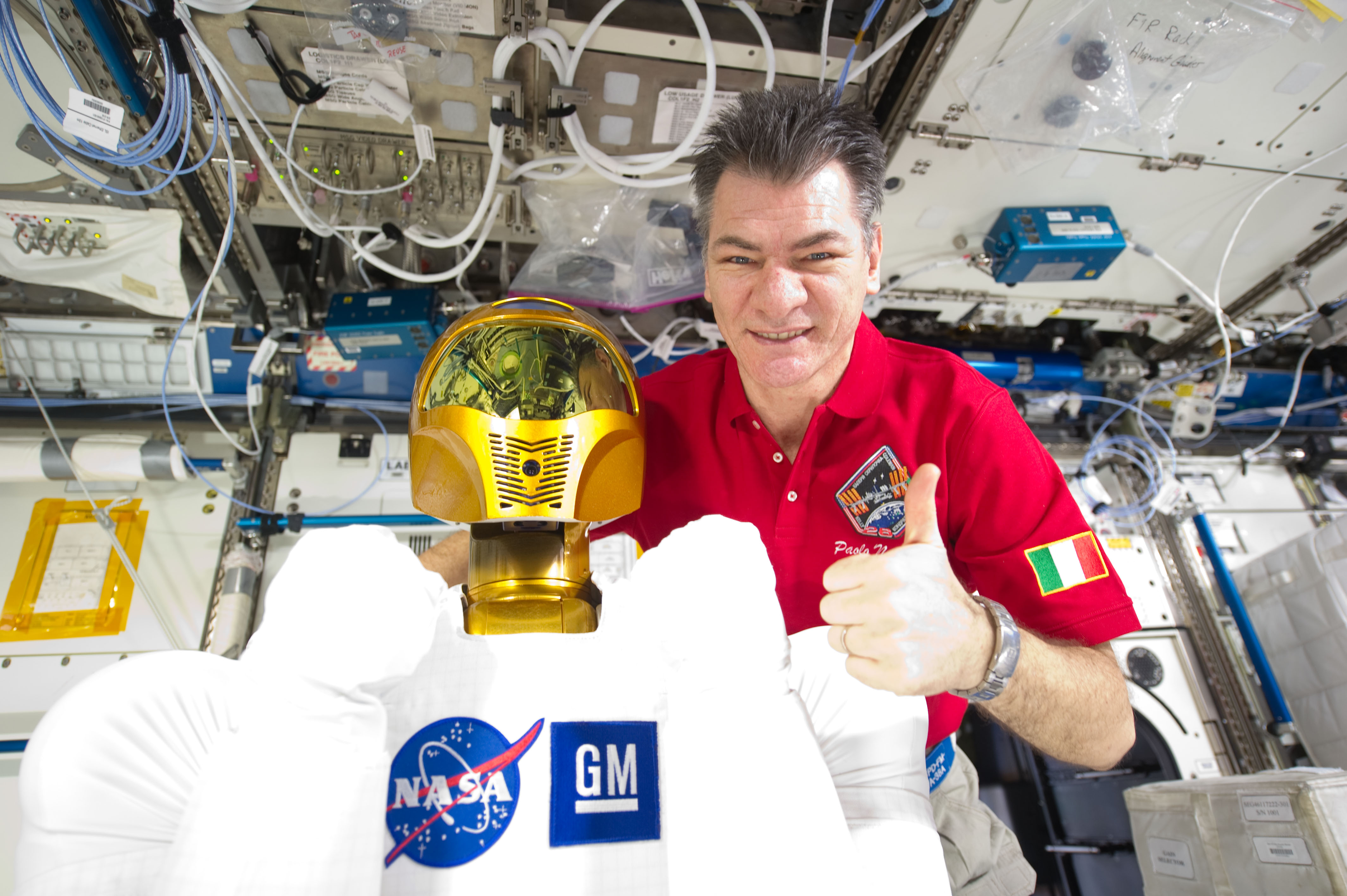
Робонавт 2 в космосе на МКС
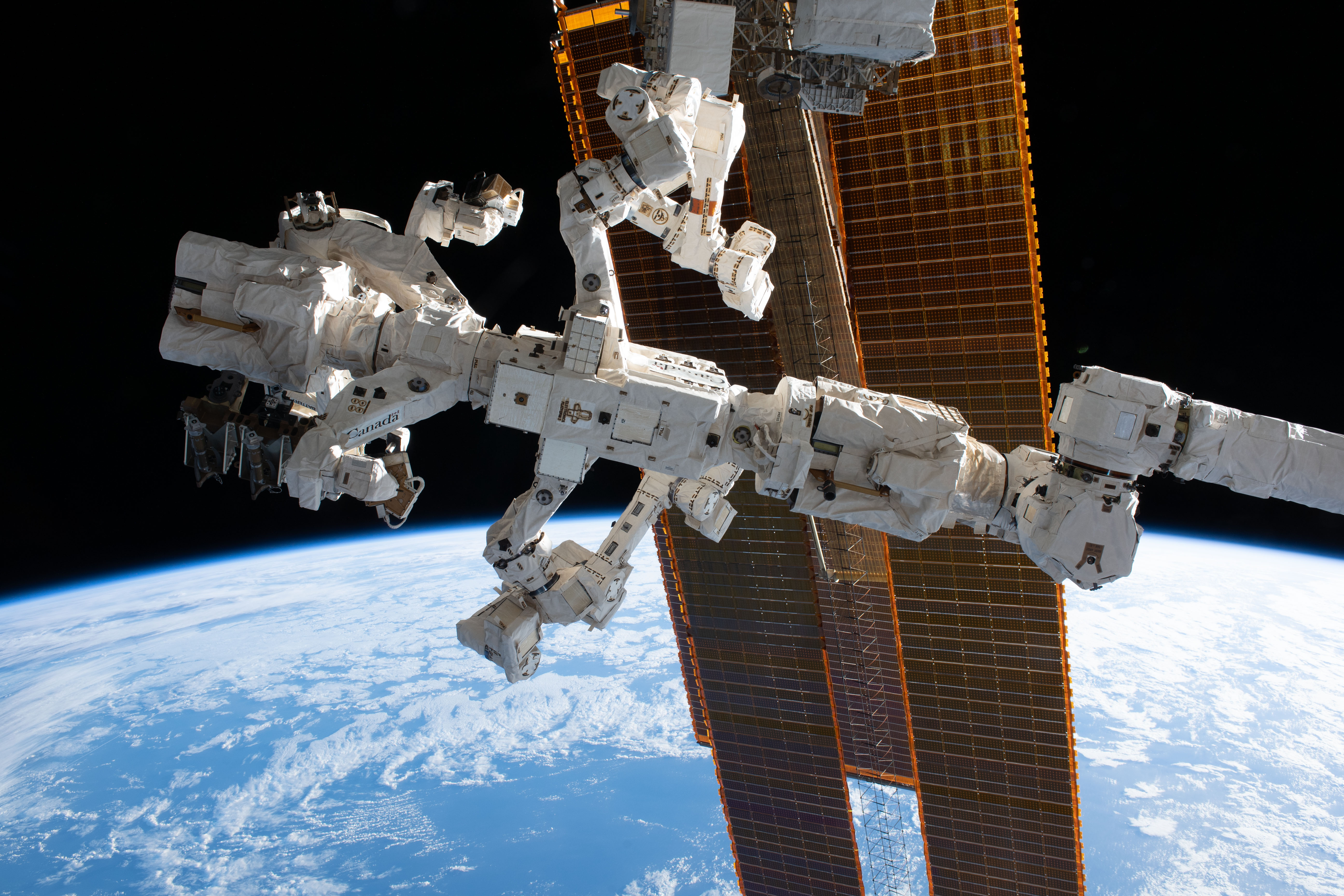
космический робот-манипулятор Декстр
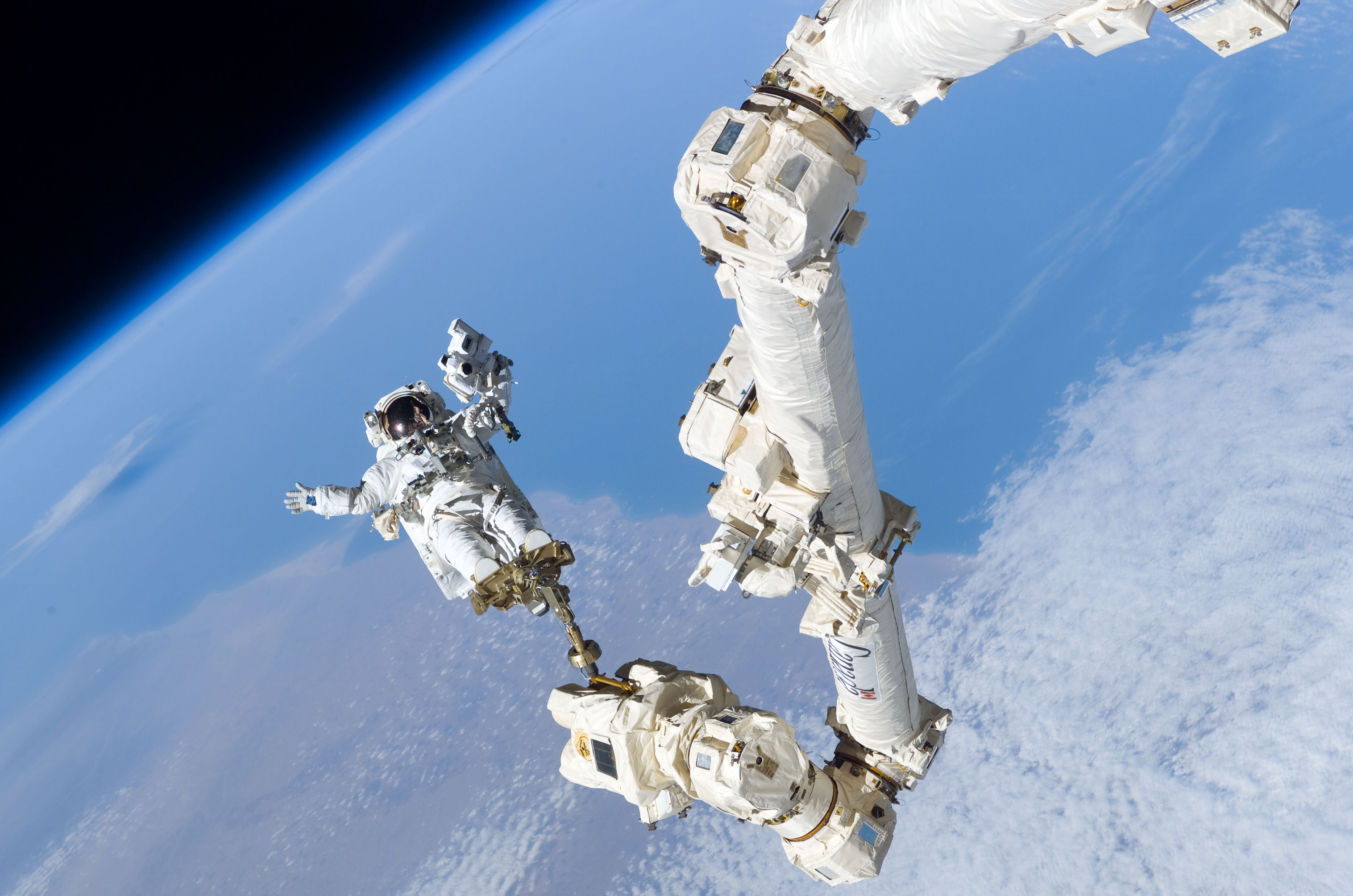
астронавт на роботизированной руке-манипуляторе Канадарм2
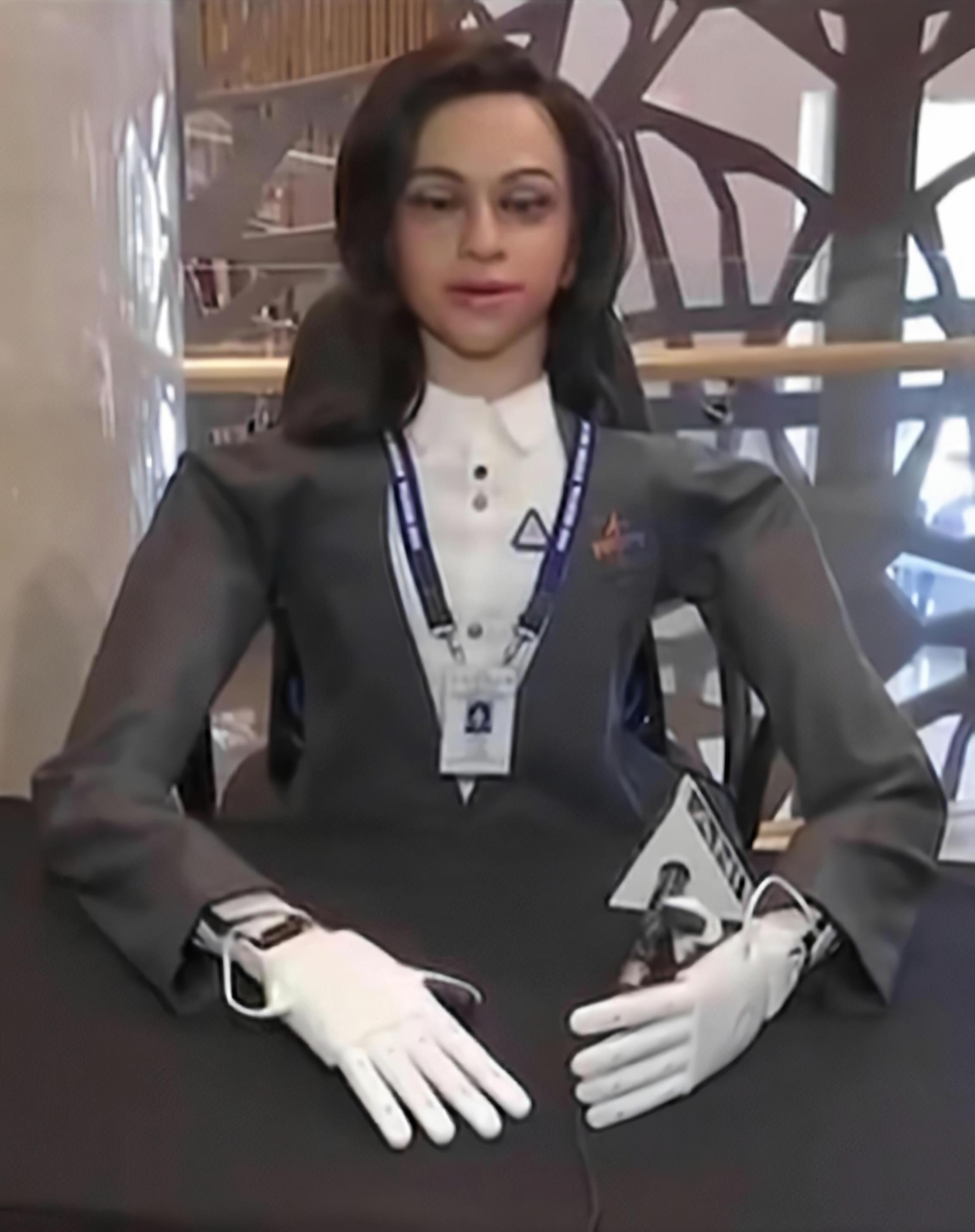
индийский космический робот Вьоммитра
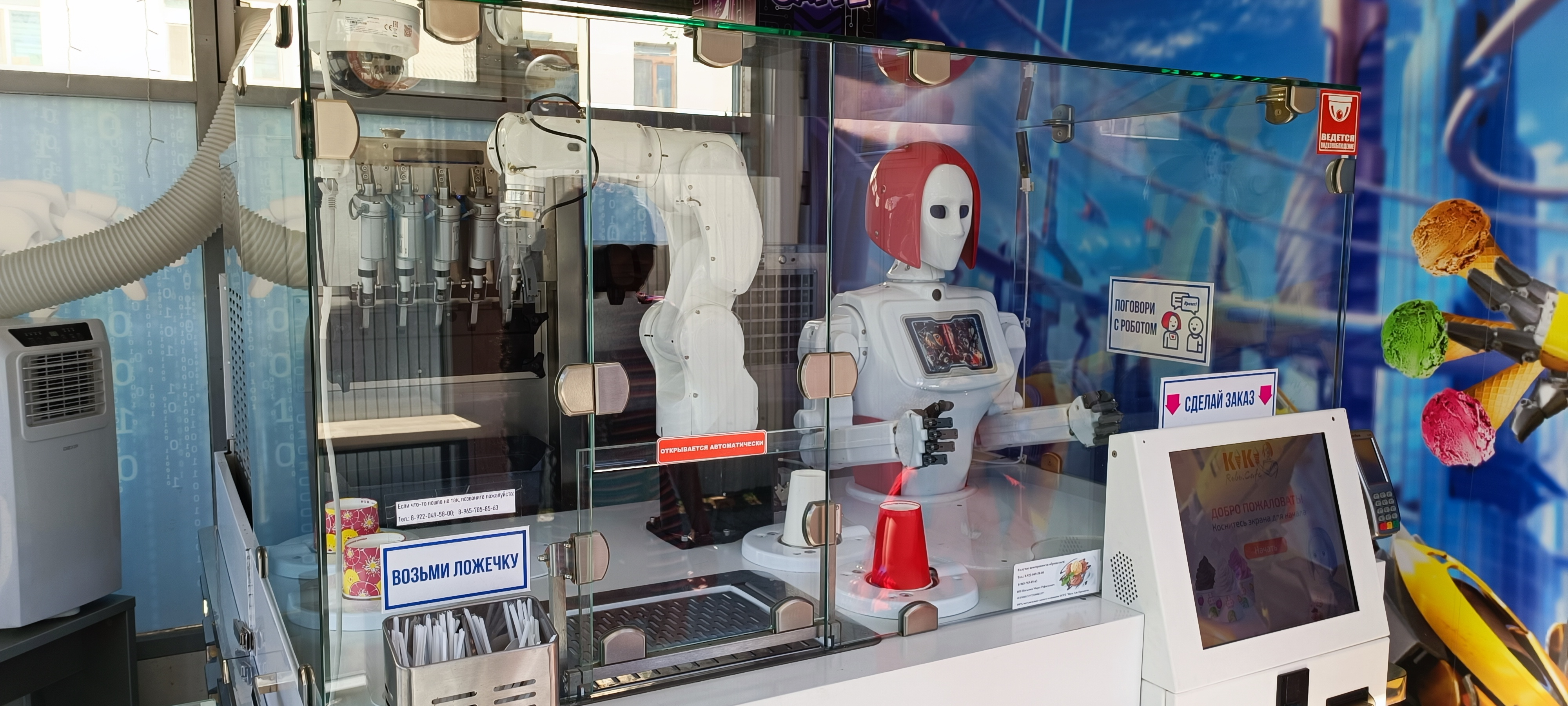
торговый робот в киоске в Тюмени